# Reggio Emilia
Reggio Emilia (AFI: [ˈrɛddʒo] o [ˈreddʒo]; Rèş in dialetto reggiano; Reggio di Lombardia fino all'annessione al Regno d'Italia), ufficialmente Reggio nell'Emilia (), è un comune italiano di 172 858 abitanti, capoluogo dell'omonima provincia in Emilia-Romagna.
Sorta per volere del console Marco Emilio Lepido lungo la via Emilia, l'antica strada romana che collegava Piacenza a Rimini, Reggio Emilia può fregiarsi dell'appellativo di Città del Tricolore, in quanto la bandiera d'Italia, su ispirazione dei vessilli della Repubblica Cispadana, nacque e fu mostrata per la prima volta in questa città il 7 gennaio 1797. Il vessillo fu esposto nella settecentesca Sala del Tricolore del municipio, che ospita le sedute del consiglio comunale.
Reggio, assieme alle vicine Parma e Modena, è il luogo d'origine del Parmigiano Reggiano. Parte integrante dell'identità del capoluogo e della provincia è il modello cooperativo: una presenza che ha influenzato profondamente l'economia e la società locale dalla fine del XIX secolo. La città è inoltre divenuta nota per aver sviluppato il metodo di insegnamento pedagogico chiamato Reggio Emilia Approach ed è il centro di un importante distretto di meccatronica. Dopo la seconda guerra mondiale Reggio Emilia è stata una tra le città decorate al valor militare per la guerra di liberazione della Resistenza italiana per il rilevante ruolo avuto durante la guerra di liberazione italiana.

## Geografia fisica

### Territorio

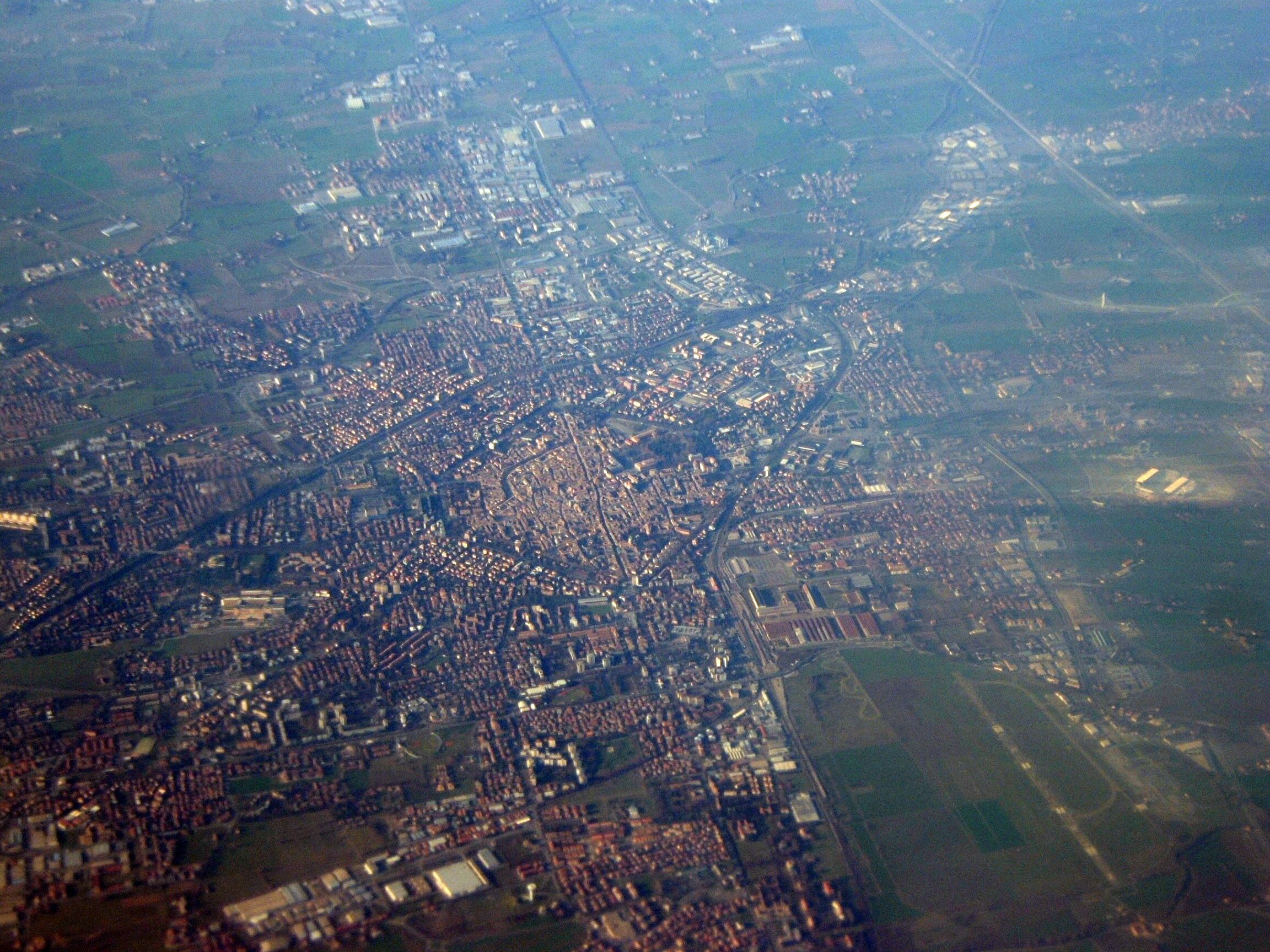
Foto aerea del gennaio 2006

Reggio Emilia si trova ai margini meridionali della pianura Padana, nel cuore della regione storica dell'Emilia e dell'omonima provincia, ed è attraversata dal torrente Crostolo. Il territorio comunale, totalmente pianeggiante, è bagnato inoltre da numerosi corsi d'acqua e rii minori dove, nei secoli, si sono sviluppati i primi nuclei abitativi corrispondenti alle odierne frazioni e località. La città si trova a ridosso dei primi rilievi collinari dell'Appennino tosco-emiliano che si sviluppano a sud del territorio, nei comuni limitrofi di Quattro Castella, Albinea, Scandiano e Casalgrande.
Confina a nord con i comuni di Campegine, Cadelbosco di Sopra e Bagnolo in Piano, ad est con Correggio, San Martino in Rio e Rubiera, a sud con Casalgrande, Scandiano, Albinea, Quattro Castella, ad ovest con Bibbiano, Cavriago, Montecchio Emilia e Sant'Ilario d'Enza. Il centro di Reggio Emilia è situato 24 km a nord-ovest di Modena e 27,5 km a sud-est di Parma.

### Clima
Il clima si può definire di tipo continentale temperato, con estati calde e piuttosto afose (con temperature massime che a volte superano anche i 40 °C) e inverni rigidi con possibili gelate (con temperature minime che possono scendere fin sotto i -10 °C in occasione delle ondate di freddo più intense).
Le piogge sono distribuite nell'arco di tutto l'anno, ma con maggiore frequenza ed intensità mediamente in autunno e primavera, risultando infatti ottobre, novembre ed aprile i mesi più piovosi mentre luglio e gennaio sono i più secchi.
La neve scende fin sulla città pressoché ogni anno in inverno, sebbene più raramente rispetto al passato, con accumuli raramente ingenti e con grande variabilità tra una stagione e l'altra (nel complesso la città ha una media di circa 30 cm annui di accumulo nevoso, con occasionali accumuli di 40 cm e oltre). Durante la stagione autunnale e invernale può verificarsi, in particolare nelle zone di campagna del territorio comunale, anche il fenomeno della nebbia, oggi meno frequente.
Altri fenomeni meteorologici cui si assiste occasionalmente sono il gelicidio e la galaverna (in inverno) e la grandine (in estate, o talvolta in primavera). Il vento in generale è scarso e non mancano giornate di calma di vento, in particolare nelle fasi anticicloniche in inverno, mentre la primavera è la stagione relativamente più ventilata. I venti più intensi di solito sono quelli che spirano da nord est (Bora) o da sud ovest (Libeccio), con quest'ultimo in particolare che a volte si favonizza durante la discesa dall'Appennino settentrionale e diventa pertanto particolarmente caldo e secco. In particolari e rare condizioni si può presentare fino a Reggio Emilia anche il Föhn alpino, che qui soffia da nord ovest.

## Storia
In epoca preistorica l'area era abitata da popolazioni di etnia celto-ligure. A partire dal VI secolo a.C. si stabilirono, in quella che è l'odierna Provincia di Reggio Emilia, numerose colonie etrusche, attestate con certezza da ritrovamenti archeologici. Con la conquista romana della Gallia Cisalpina e la sottomissione della tribù celtica militarmente dominante dei i Galli Boi, la zona passò definitivamente ai romani, che vi impiantarono un presidio militare a difesa della via Emilia. La provincia romana della Gallia Cisalpina diventò ben presto una delle aree più floride dell'impero, e Reggio si sviluppò al rango di città; diventata municipio romano, venne chiamata Regium Lepidi derivando da Marco Emilio Lepido, fondatore della città e della via che dà il nome all'attuale regione. Stando ad alcuni ritrovamenti e indagini archeologiche, in piena età romana la città doveva essere dotata di monumenti imponenti, come la Basilica civile, i cui resti vennero individuati sotto l'attuale sede centrale del Credito Emiliano, o gli edifici per spettacoli come teatro e anfiteatro, la cui individuazione si deve a Paolo Storchi. Con la caduta dell'Impero romano d'Occidente la città venne quasi spopolata. Dopo la conquista longobarda, avvenuta nel VI secolo, la città fu capitale del Ducato di Reggio; nell'Alto Medioevo divenne sede vescovile e fu dichiarata libero comune, ma restò soggetta a lotte interne, che la portarono alla trasformazione in signoria sotto il dominio degli Este per poi diventare in seguito Ducato; in questo periodo la città prese il nome di “Reggio di Lombardia”, toponimo che ha le sue origini nell'Alto Medioevo. Durante il periodo delle invasioni napoleoniche, il 27 dicembre 1796 si riunì un'assemblea di 110 delegati presieduti da Carlo Facci per decretare la costituzione della Repubblica Cispadana, comprendente i territori di Bologna, Ferrara, Modena e Reggio Emilia e nella omonima Sala nacque di lì a poco, il 7 gennaio 1797, il Tricolore Italiano.
Ad avanzare la proposta di adozione di una bandiera verde, bianca e rossa fu Giuseppe Compagnoni, che per questo è ricordato come il “Padre del Tricolore”. Successivamente, con l'annessione della Lombardia (e marginalmente di Veneto e Toscana), prese il nome di Repubblica Cisalpina. Dopo la Restaurazione del Ducato nel 1815, Reggio appartenne agli Austria-Este fino al 1860, quando fu unita al Regno di Sardegna, divenuto l'anno seguente Regno d'Italia.
Il toponimo Reggio di Lombardia fu quello ufficiale durante tutta l'esistenza del Ducato di Modena e Reggio, fino all'annessione dei territori estensi al Regno di Sardegna quando fu introdotto il nome attuale.

### Simboli
Lo stemma è stato riconosciuto con decreto del Capo del Governo del 28 maggio 1938.
Lo scudo è timbrato dalla corona muraria di Città.
Con il decreto del 1938 è stato ufficialmente concesso il gonfalone attuale, che riprende le forme di quello barocco.

### Onorificenze

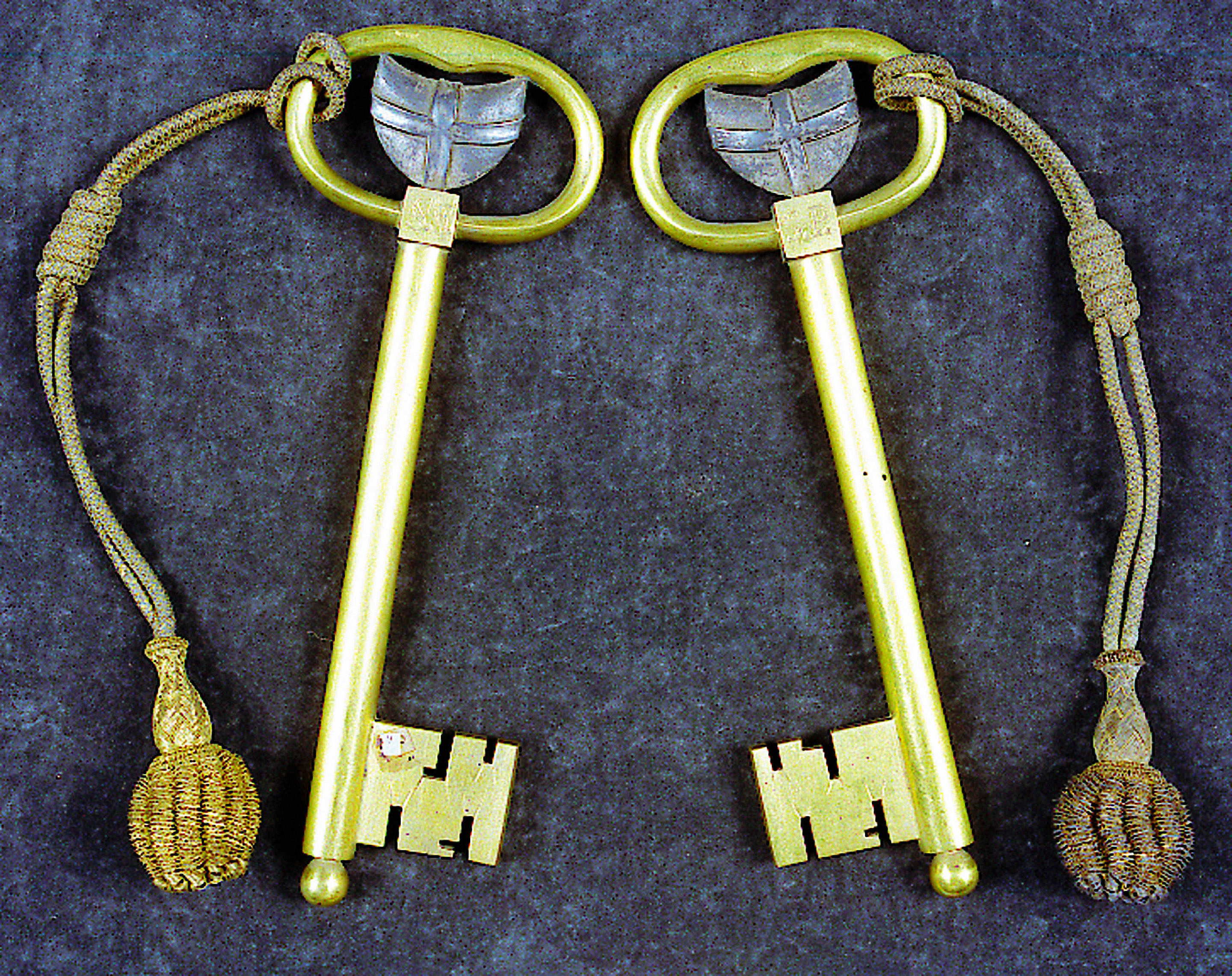
Chiavi in ottone della Città di Reggio - Museo del Tricolore

Reggio Emilia è tra le città decorate al valor militare per la guerra di Liberazione, insignita della medaglia d'oro al valor militare il 1º aprile 1950, per i sacrifici delle sue popolazioni e per la sua attività nella lotta partigiana durante la seconda guerra mondiale:

## Monumenti e luoghi d'interesse

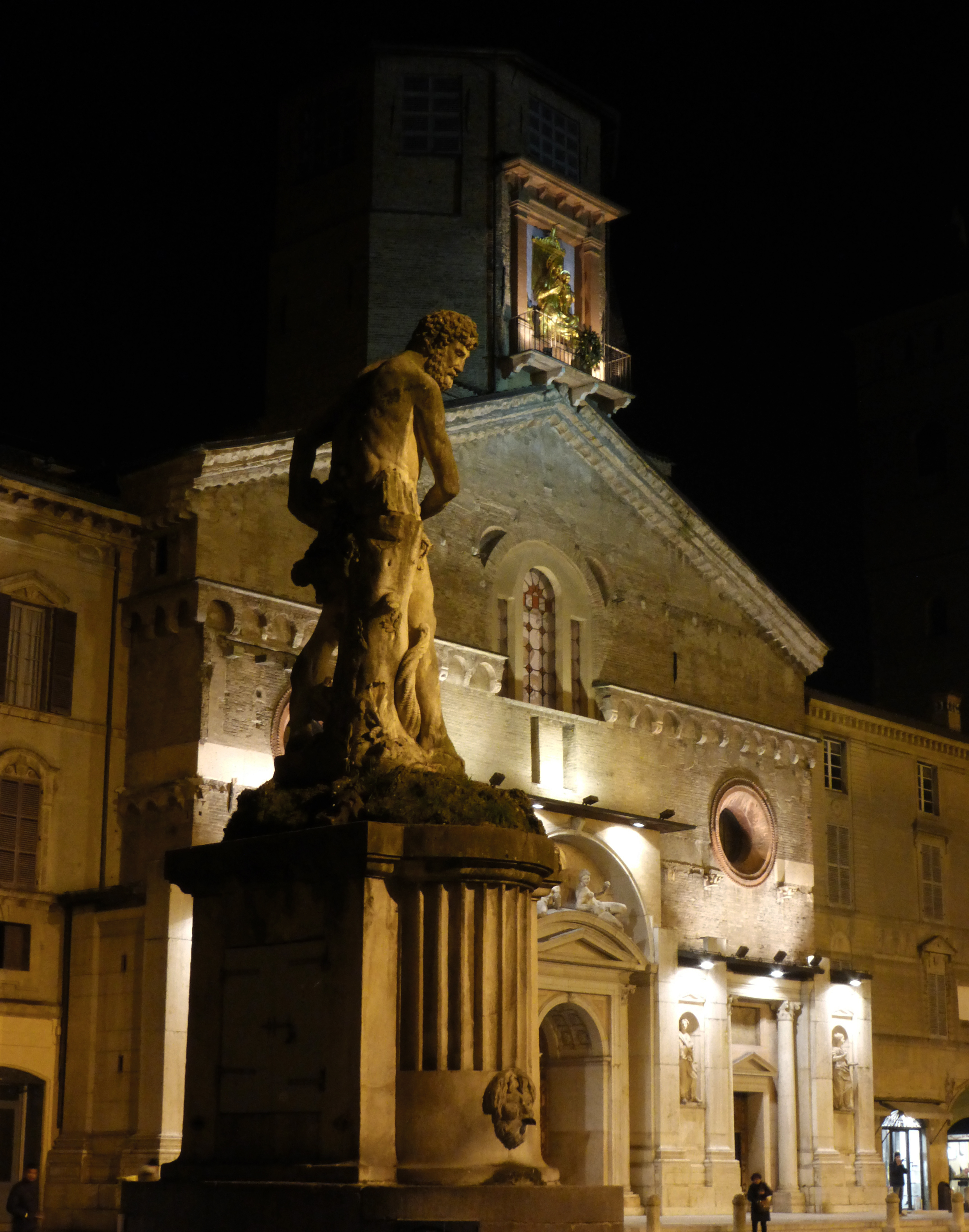
Veduta notturna della statua del Crostolo (primo piano) e del Duomo (secondo piano).

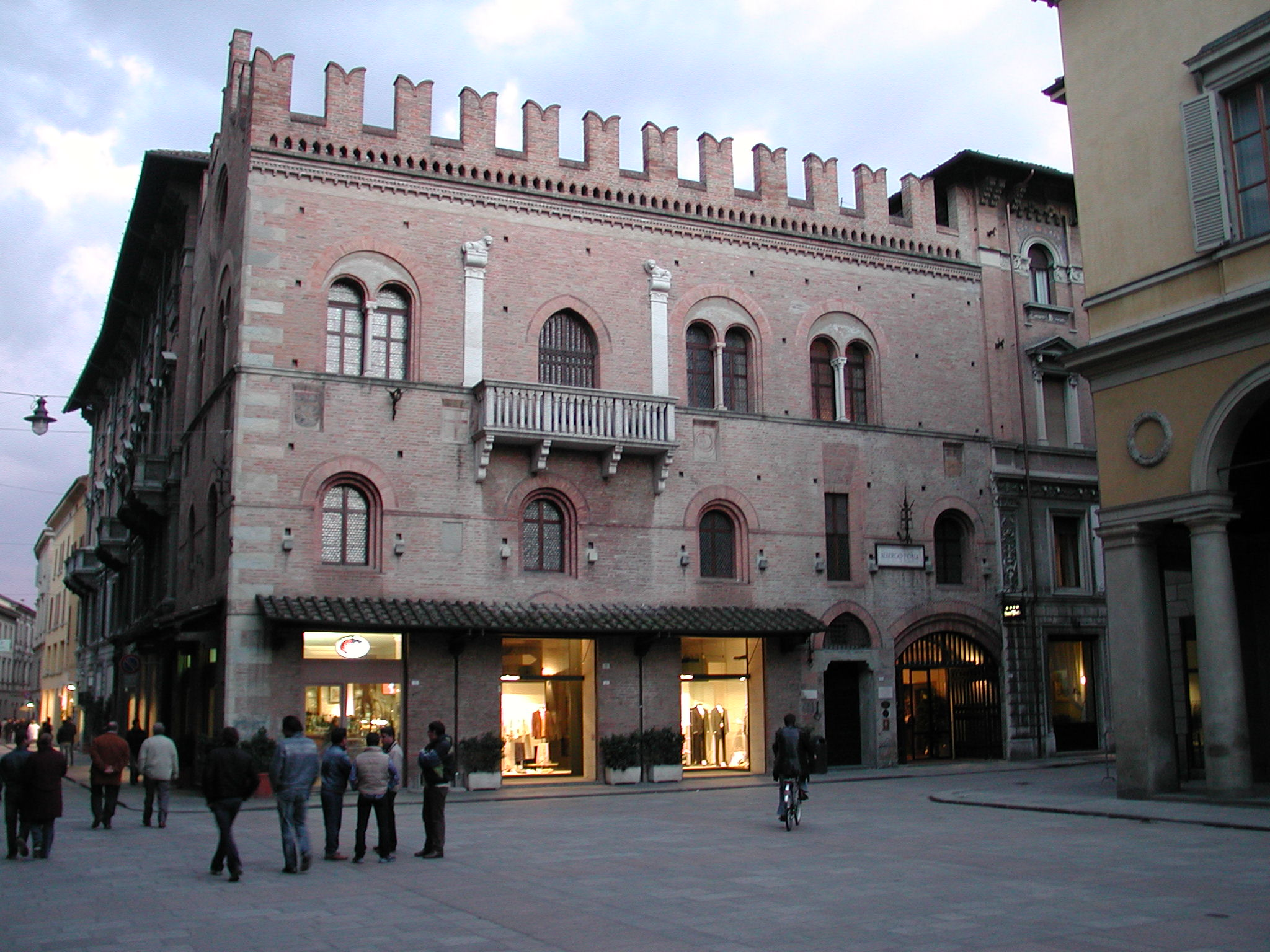
Palazzo del Capitano del Popolo

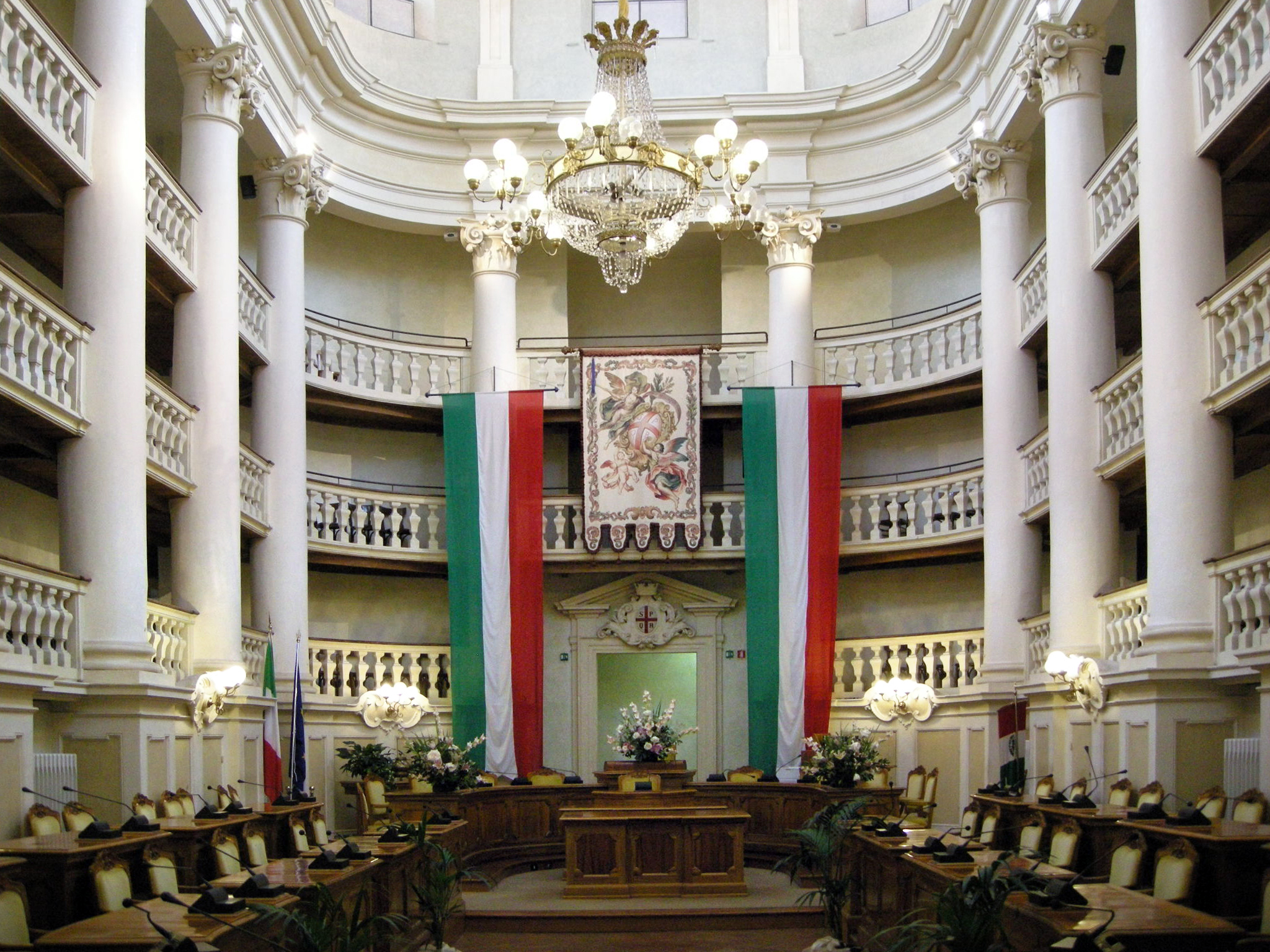
La sala del Tricolore

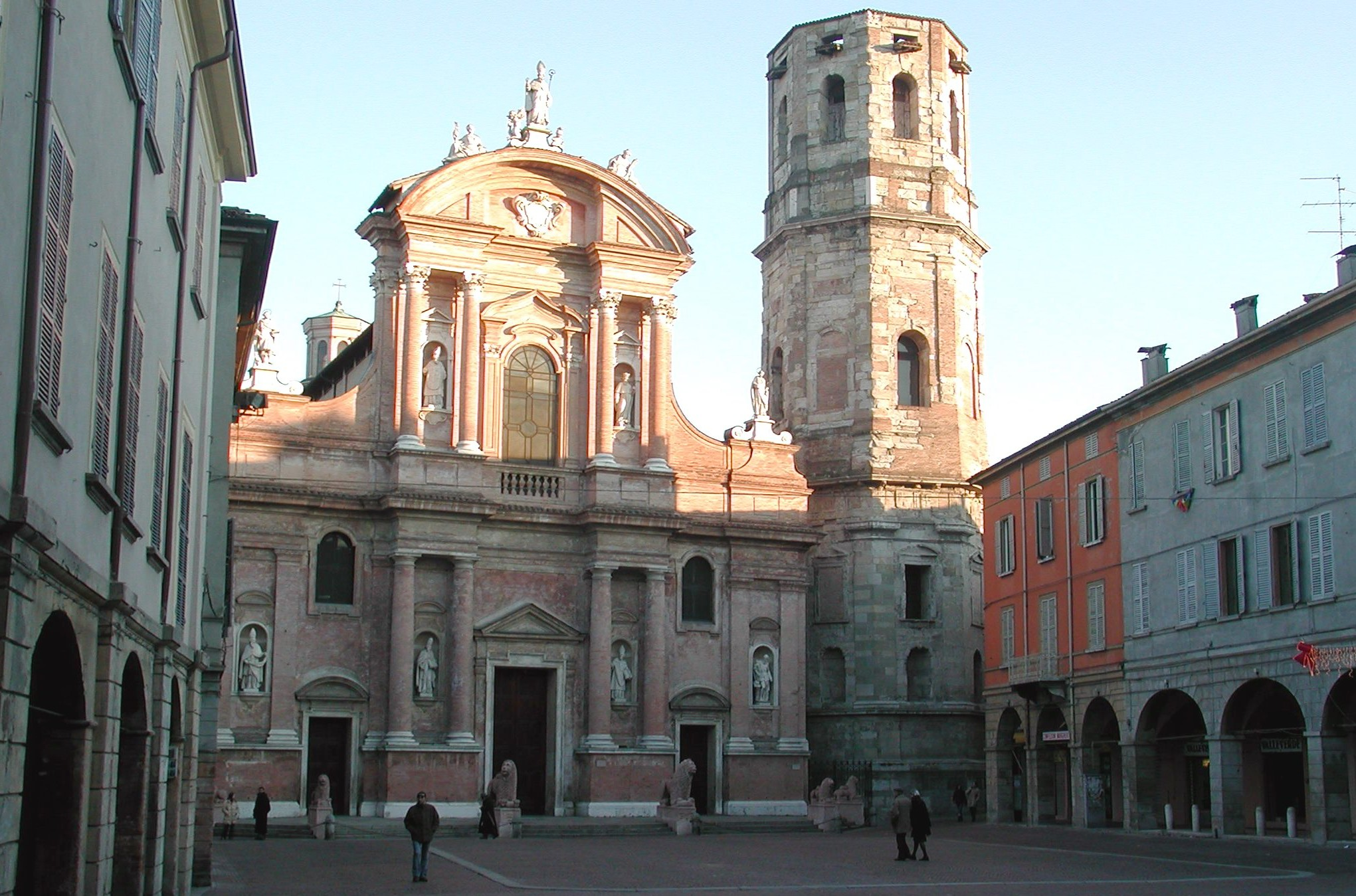
La Basilica di San Prospero, che si affaccia sull'omonima piazza.

Il centro storico attuale della città è a forma di esagono allungato; attraversato dalla via Emilia, ha un'impronta prevalentemente cinque-settecentesca. I lati dell'esagono rappresentano il sedime del perimetro delle antiche mura di fortificazione, demolite ad inizio Ottocento e convertite in viali urbani per consentire l'espansione cittadina. I principali monumenti della città sono il Teatro Municipale, di forme neoclassiche, intitolato alla memoria dell'illustre attore reggiano Romolo Valli, le basiliche rinascimentali e barocche di San Prospero ed il santuario della Beata Vergine della Ghiara, il Duomo e molti palazzi di periodo medievale e rinascimentale disseminati per il centro storico.
Particolarmente interessante risulta essere la configurazione urbana delle piazze del cuore della città. Il collegamento tra la piazza principale, sulla quale sorgono il Duomo e il municipio, chiamata piazza Prampolini, (Piàsa Granda: piazza Grande in reggiano) con piazza San Prospero (Piàsa Céca: piazza Piccola in reggiano), dove si svolge il mercato, avviene tramite la strada porticata che ha nome via del Broletto. Piazza Prampolini si collega anche con piazza Casotti, che un tempo era la piazza del cosiddetto mercato delle pulci (piàsa di Zavaj: piazza dei Rigattieri in dialetto) tramite un'altra strada porticata. Di estremo rilievo anche Piazza Fontanesi situata in posizione meno centrale e al cui centro sorgono diversi alberi di tiglio e che è contornata da portici.
Sono rilevanti anche: la via Emilia, posta sull'originario decumano romano cittadino, che nel centro storico cittadino risulta completamente fiancheggiata da palazzi di pregio architettonico ed è divisa in due rami dalla Piazza del Monte; il Corso Garibaldi, sul tracciato dell'alveo antico del torrente Crostolo (deviato in tempi antichi fuori dalle mura cittadine), nei cui pressi sorgono la basilica della Madonna della Ghiara, il Palazzo Ducale (attualmente sede della Provincia e della Prefettura) e l'Oratorio del Cristo. Di rilievo infine anche i Giardini pubblici, un parco ottocentesco con statue, fontane impiantato sull'area dell'antica cittadella militare, e le adiacenti piazze dei Teatri.
Non è difficile riconoscere le tracce dell'urbanistica romana (i Musei Civici conservano interessanti reperti musivi) e delle trasformazioni avvenute nel Medioevo. In particolare, fra le piccole vie del centro storico, spiccano via San Carlo, via Toschi e via Guido da Castello.
Lungo la via Emilia sorge il complesso monumentale del Mauriziano, che ospitò il poeta Ludovico Ariosto. Il Mauriziano comprende una villa quattrocentesca ed un parco, al quale si accede da un arco monumentale.
Nella sala settecentesca del Municipio di Reggio, detta Sala del Tricolore venne adottato il primo tricolore della Repubblica Cispadana (poi divenuta Repubblica Cisalpina) da cui deriva l'attuale bandiera della Repubblica Italiana.

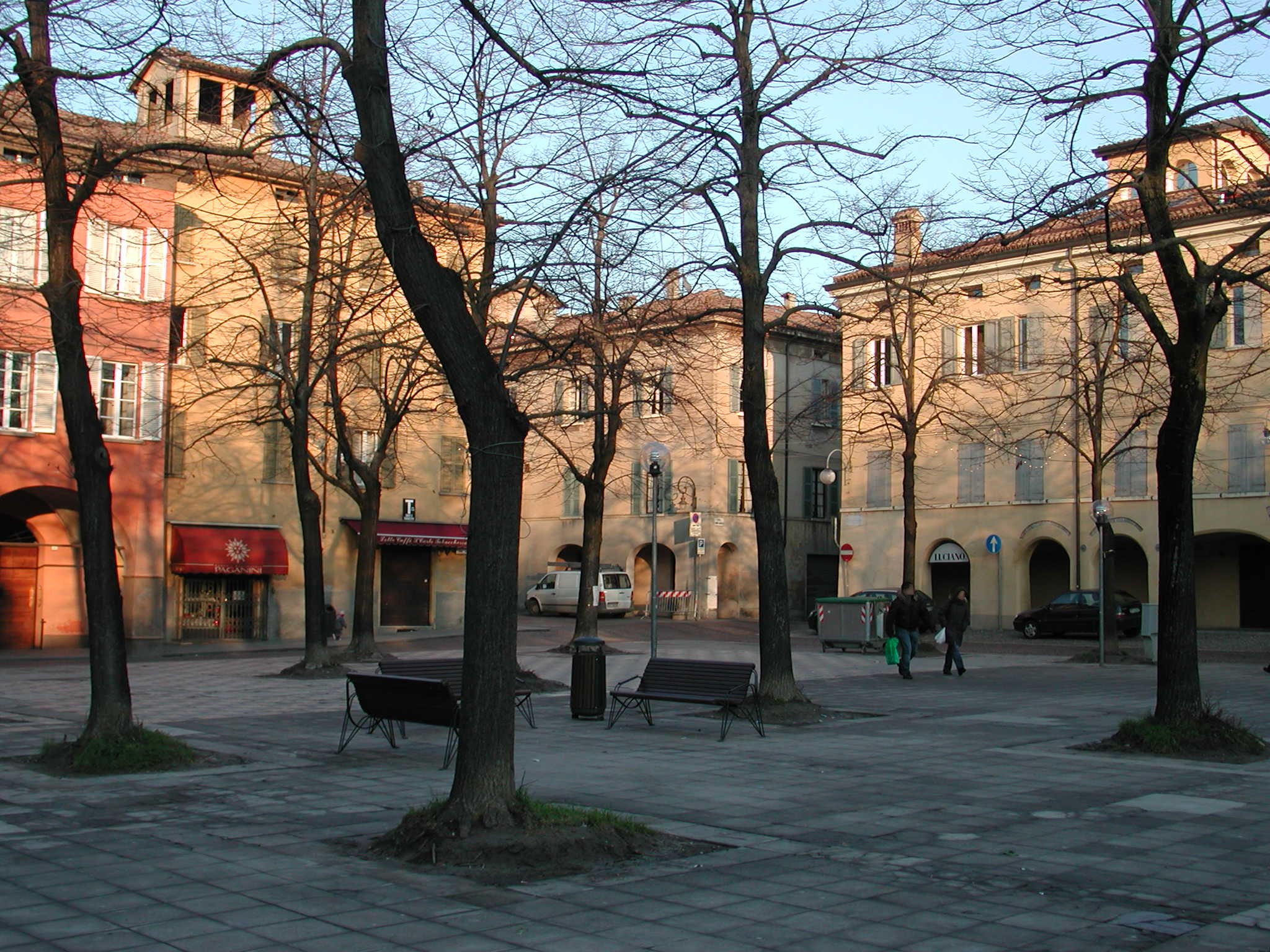
Piazza Fontanesi, cuore mondano ed elegante della città

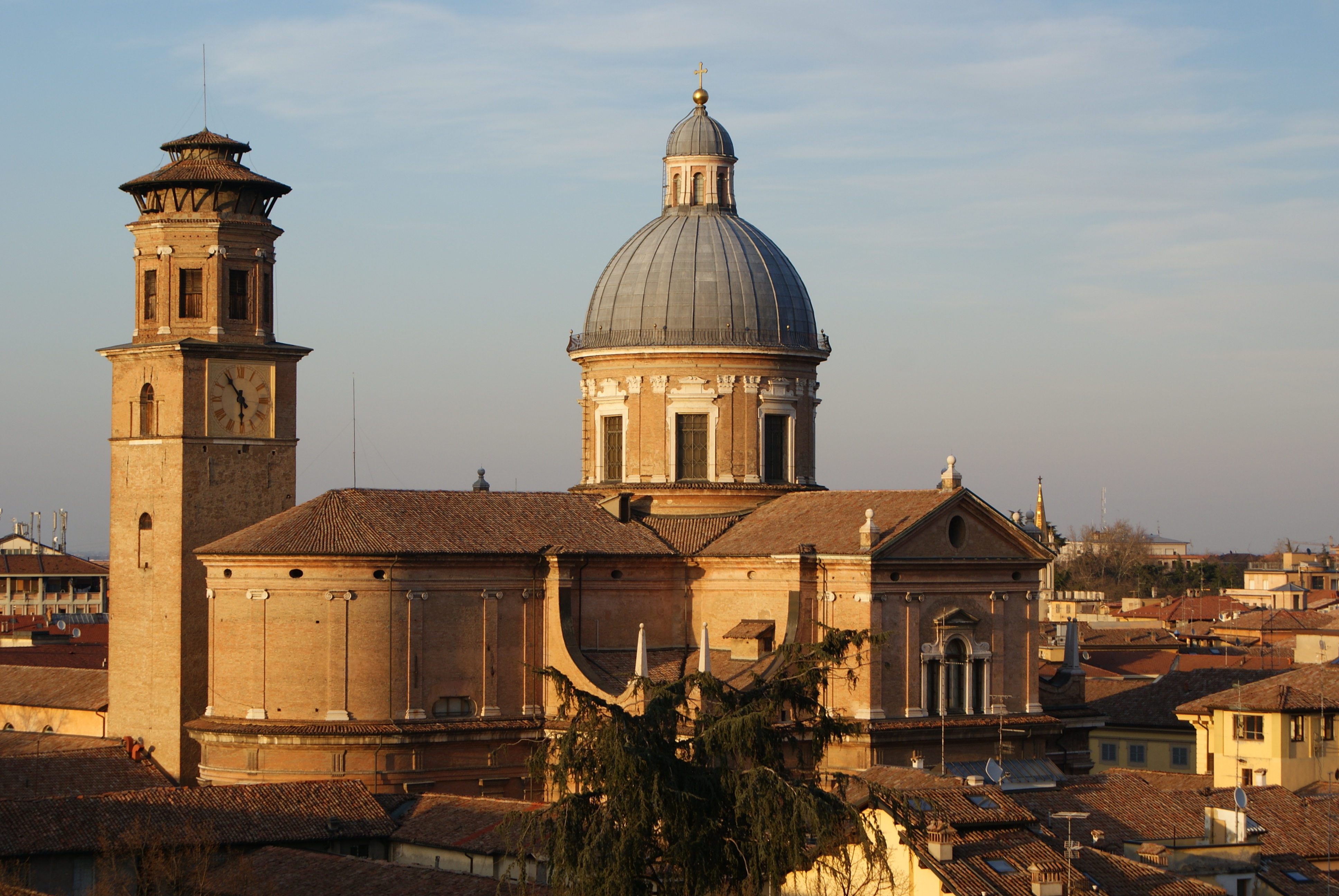
Il Santuario della Beata Vergine della Ghiara che sorge su Corso Garibaldi in pieno centro storico.

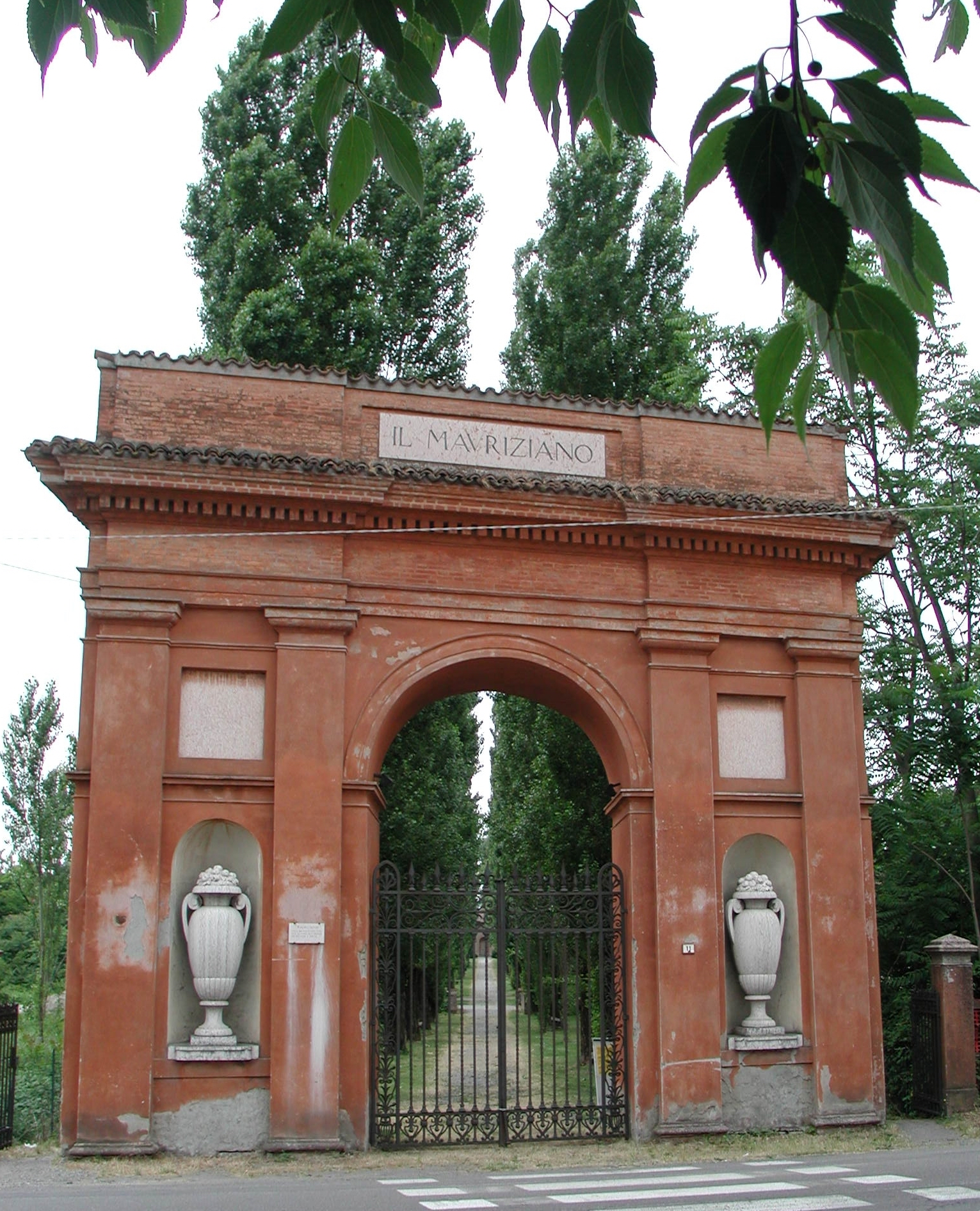
Arco trionfale di accesso al complesso del Mauriziano

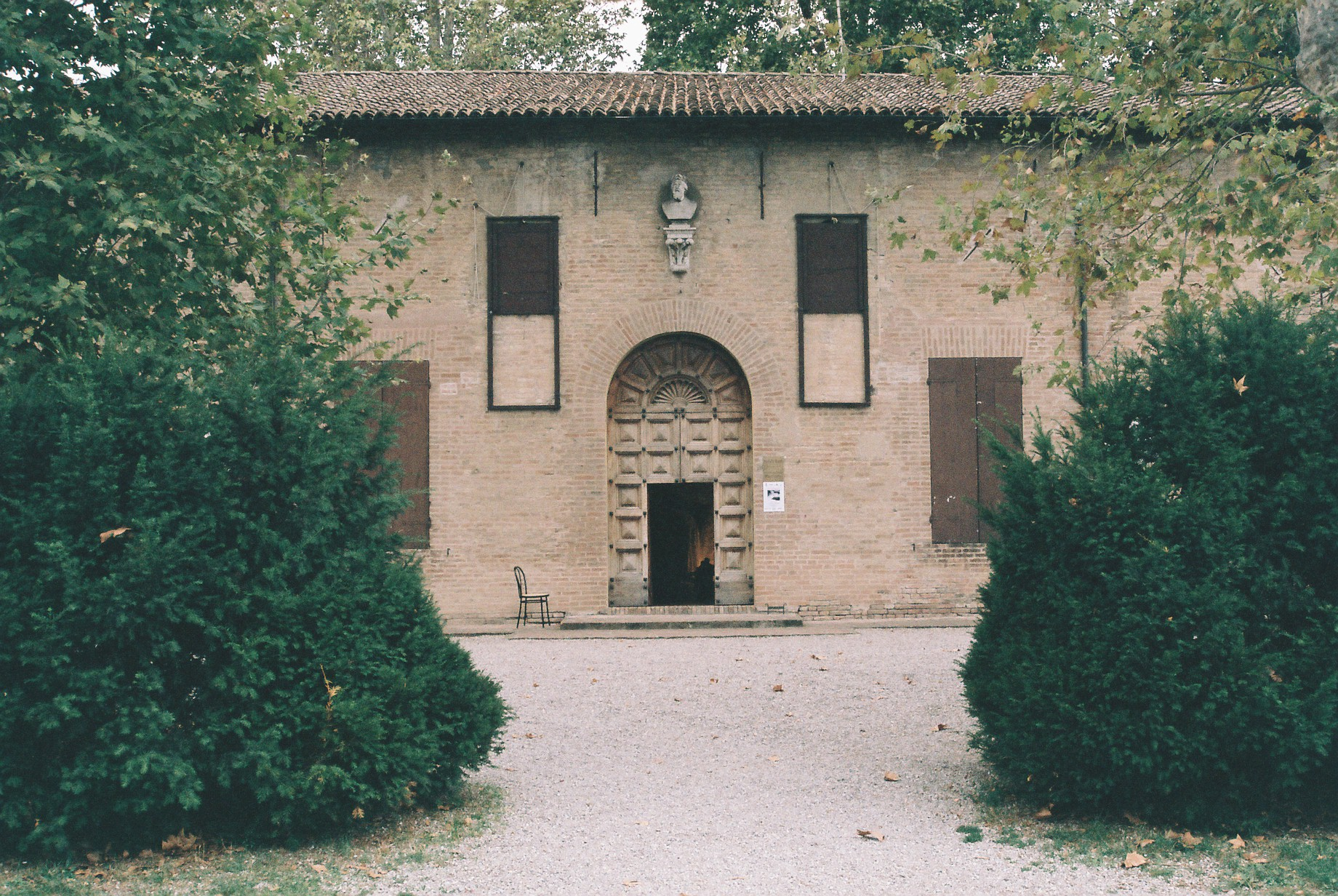
Facciata della Villa del Mauriziano, residenza di Ludovico Ariosto.

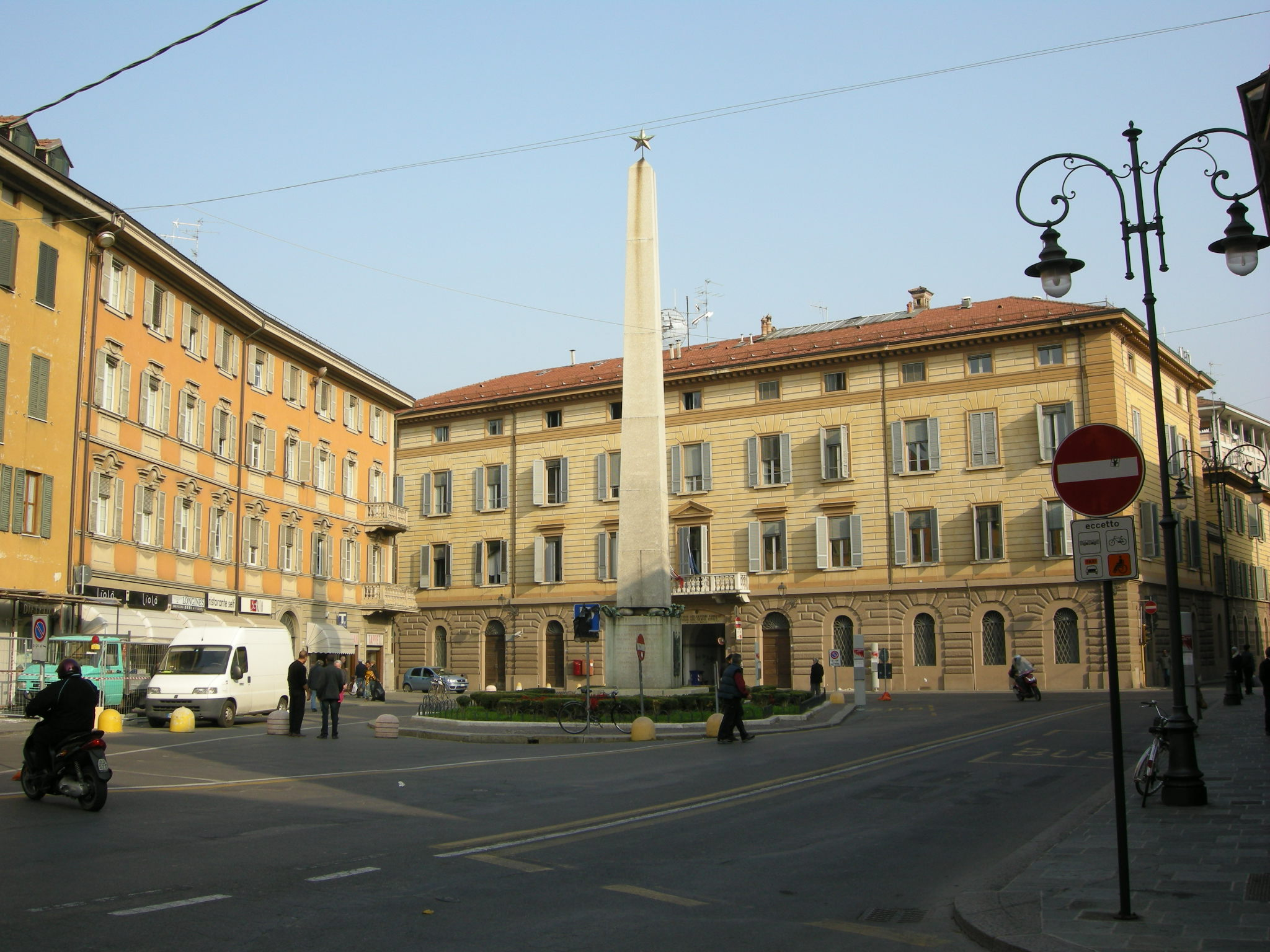
Obelisco di Piazza Gioberti

Reggio Emilia si caratterizza anche per quanto riguarda le architetture moderne, sorgono infatti nell'immediata periferia cittadina l'avveniristica Stazione AV Mediopadana ed i Ponti, entrambe monumentali creazioni del famoso ingegnere ed architetto spagnolo Santiago Calatrava. Per quanto riguarda l'archeologia industriale interessanti esempi di riqualificazione urbana sono forniti dal Tecnopolo ricavato presso una porzione degli stabilimenti dismessi delle Officine Reggiane e dal contiguo spazio che ospita il Centro Internazionale per l'Infanzia Loris Malaguzzi ricavato dall'area dismessa dell'ex Locatelli. Lo spazio delle dismesse Officine Reggiane risulta attualmente una delle aree più degradate della città ed è al centro di un vasto progetto di recupero e riqualificazione urbana e funzionale.

### Architetture religiose
- Duomo
- Basilica di San Prospero
- Chiesa di Sant'Anselmo da Lucca
- Chiesa di Sant'Agostino
- Chiesa dei Santi Carlo e Agata
- Chiesa di San Domenico
- Chiesa di San Nicolò
- Chiesa di San Filippo Neri
- Chiesa di San Francesco
- Chiesa di San Giorgio
- Battistero di San Giovanni Battista
- Chiesa di San Giovanni Evangelista (detta di San Giovannino)
- Chiesa di San Girolamo
- Chiesa di San Pietro
- Chiesa di Santo Spiridione
- Chiesa dei Cappuccini
- Chiesa di Santa Teresa
- Chiesa dei Santi Giacomo e Filippo
- Chiesa di Santo Stefano
- Chiesa di San Zenone
- Chiostri di San Pietro
- Chiostri di San Domenico
- Oratorio del Cristo
- Sinagoga
- Tempio della Beata Vergine della Ghiara

### Architetture civili
- Palazzo del Comune e Sala del Tricolore
- Il Mauriziano, dimora di Ludovico Ariosto
- Palazzo Ancini
- Palazzo Becchi-Magnani
- Palazzo Busetti
- Palazzo dei Canonici
- Palazzo del Capitano del Popolo
- Palazzo Cassoli-Tirelli
- Palazzo Cassoli
- Palazzo Ferrari Corbelli
- Palazzo del Monte
- Palazzo Ducale (ora Palazzo del Governo - Palazzo Allende)
- Palazzo Malaspina Torello
- Palazzo Manenti[25]
- Palazzo Masdoni
- Palazzo da Mosto
- Palazzo Rangone
- Palazzo Pratonieri
- Palazzo Sacrati-Terrachini
- Palazzo Scaruffi
- Palazzo Tirelli
- Palazzo Vescovile
- Teatro Ariosto
- Teatro Cavallerizza
- Teatro Municipale
- Teatro San Prospero
- Complesso dell'ex Ospedale psichiatrico San Lazzaro
- Complesso dell'ex Officine Meccaniche Reggiane

- Palazzo Ducale (Rivalta)

### Altro
- Via Emilia
- Corso Giuseppe Garibaldi
- Strade di Reggio Emilia
- Cimitero monumentale suburbano
- Giardini Pubblici (Reggio Emilia)
- Mura e porte urbane
- Ponti di Calatrava a Reggio Emilia
- Stazione di Reggio Emilia AV Mediopadana
- Piazza del Duomo (Piazza Vittorio Emanuele II, Piazza Prampolini), detta anche Piazza Grande
- Piazza Fontanesi
- Piazza San Domenico
- Piazza San Prospero, detta anche Piazza Piccola
- Piazze dei Teatri (Piazza d'Armi, Piazza della Vittoria, Piazza Cavour, Piazza Martiri del sette luglio)
- Obelisco di Piazza Gioberti
- Spazio Gerra[26]

## Società

### Evoluzione demografica
Abitanti censiti

La popolazione del Comune, dopo un periodo di stagnazione fra gli anni settanta e gli anni novanta in cui i residenti si erano stabilizzati a circa 130 000 abitanti, ha ripreso a crescere attestandosi a circa 173 000 abitanti (aprile 2013). Dal 2013 la popolazione residente ha subito un leggero decremento, portandosi agli attuali 171 000 abitanti.
Reggio Emilia è il quarto comune dell'Emilia-Romagna, e il 21º in Italia, per numero di abitanti.

### Etnie e minoranze straniere
Dopo un periodo di stagnazione Reggio Emilia ha conosciuto, fra il 1993 e il 2013, un incremento demografico tra i più alti d'Italia, dovuto ad un massiccio fenomeno migratorio sia interno sia proveniente da paesi nord-africani, est europei e asiatici (Cina). A Reggio Emilia si stima che la densità d'immigrati privi di documentazione sia una delle maggiori in Italia.
Al 31 dicembre 2023 gli stranieri residenti nel comune erano 28 575, ovvero il 16,69% della popolazione. Di seguito sono riportati i gruppi più consistenti:
- Albania 2925
- Cina 2672
- Romania 2464
- Ucraina 2416
- Egitto 2203
- Marocco 2155
- Nigeria 2110
- Ghana 1297
- Georgia 1167
- Moldavia 1138

È molto elevata anche l'immigrazione dall'Italia del Sud, in particolare dalle regioni di Calabria e Campania.
Il fenomeno è spiegabile con l'elevato benessere economico e il riconosciuto altissimo livello di servizi alla persona che la città (e la provincia) di Reggio Emilia possono vantare. Da sempre tra le prime in Italia per tasso di occupazione, nel rilevamento ISTAT del 2019 Reggio Emilia è risultata al settimo posto con un tasso occupazionale del 70,3% a fronte di una media nazionale del 59%. Gli effetti dell'attuale recessione economica hanno colpito duramente anche Reggio Emilia determinando un peggioramento del dato occupazionale il quale permane comunque significativamente più elevato di quello nazionale.

### Lingue e dialetti
Si stima che circa la metà della popolazione della provincia di Reggio Emilia sia almeno in grado di comprendere il reggiano, dialetto della lingua emiliana. Tuttavia, tra le giovani generazioni, l'intelligibilità e l'uso del dialetto risultano sempre meno diffusi, in favore dell'italiano. Il dialetto reggiano è parlato in una zona che corrisponde abbastanza bene all'attuale provincia di Reggio Emilia. Non si può parlare tuttavia di una varietà unica parlata all'interno di tutto il territorio provinciale, bensì di più varietà. Esse essenzialmente coincidono con il dialetto cittadino e delle aree limitrofe al capoluogo e con quelli della zona settentrionale della provincia (Bassa Reggiana), della Valdenza e delle aree appenniniche, parlate nella zona meridionale della provincia.
Si pensi che fino alla seconda guerra mondiale nel solo centro storico della città di Reggio Emilia erano parlate ben quattro varianti dialettali: quella del centro, del quartiere di San Pietro, del quartiere di Santo Stefano e del quartiere di Santa Croce. In quest'ultima zona era inoltre parlato un altro dialetto, il cosiddetto reggiano arsavè. Nel centro storico della città era parlato dalla popolazione ebraica anche un dialetto giudeo-reggiano, formatosi nel Ghetto, ma che con l'abolizione di quest'ultimo venne col tempo abbandonato e già quasi dimenticato agli inizi del Novecento. Nei comuni di Guastalla, Luzzara e Reggiolo è parlato il dialetto guastallese, che risente dell'influsso del dialetto mantovano, risultando assai diverso dal reggiano. Nella zona del Correggese il dialetto è imparentato col dialetto carpigiano mentre nel Montecchiese si nota l'influsso del dialetto parmigiano. Nell'Appennino reggiano, in particolar modo dalla linea Vetto-Baiso verso l'alto crinale, sono parlati un insieme di dialetti che presentano molte somiglianze con le varietà occidentali della lingua lombarda, ma che presentano caratteristiche anche alquanto differenti da paese a paese.

## Cultura

### Istruzione

#### Biblioteche
- Biblioteca Panizzi. Importante, nel panorama culturale cittadino, l'attività svolta dalla storica biblioteca municipale intitolata ad Antonio Panizzi, al cui interno si trova anche il gabinetto delle stampe Angelo Davoli.

Il comune dispone inoltre di cinque biblioteche decentrate che si trovano nei quartieri Santa Croce, Ospizio, Rosta Nuova, San Pellegrino e Orologio.
Altre importanti istituzioni sono:
- Biblioteca scientifica "Carlo Livi" dell'ASL reggiana
- Biblioteca "Bartolomeo Barbieri" dei frati cappuccini
- Biblioteca dell'Università degli Studi di Modena e Reggio Emilia
- Biblioteca dell'Arcispedale Santa Maria Nuova
- Biblioteca dell'Istituto musicale pareggiato "Achille Peri", intitolata al maestro Armando Gentilucci.

#### Scuole
La città è da decenni al centro dell'esperienza chiamata “Reggio Children” per l'approccio pedagogico nelle scuole dell'infanzia comunali, ispirato alle ricerche del pedagogista reggiano Loris Malaguzzi. Reggio Emilia è universalmente riconosciuta e stimata per l'alto livello formativo degli asili nido e delle scuole dell'infanzia cittadini, presi internazionalmente a modello come “Reggio Emilia Approach”. In città sorge l'omonimo Centro per l'Infanzia “Loris Malaguzzi”, la cui importanza nel settore dell'educazione e formazione primaria travalica i confini nazionali ed europei.
Reggio Emilia è sede dei seguenti istituti scolastici statali, inerenti al ciclo scolastico della scuola secondaria di secondo grado (21 istituti, con alcuni di essi più indirizzi, per un totale di 39 scuole superiori):
- Liceo Classico e Liceo Scientifico Ludovico Ariosto/Lazzaro Spallanzani “Ariosto-Spallanzani”
- Liceo Scientifico e Linguistico Statale “Aldo Moro”
- Liceo delle Scienze Umane, Liceo Linguistico, Liceo Musicale e Liceo Coreutico “Matilde di Canossa”
- Liceo Artistico “Gaetano Chierici”
- Liceo Classico “Romano Guardini”
- Istituto d'Istruzione Secondaria Superiore (tecnico statale: informatico e relazioni internazionali per il marketing, Liceo Artistico e Liceo Scientifico) BUS “Blaise Pascal”
- Istituto Tecnico Industriale (ITI) “Leopoldo Nobili”
- Istituto Tecnico Commerciale (ITC) “Gasparo Scaruffi” (ex “Scaruffi-Levi-Tricolore”)
- Istituto d'Istruzione Superiore (Liceo Scientifico, Tecnico Agrario, Professionale Agrario) “Antonio Zanelli”
- Istituto Tecnico per Geometri (ITG) “Angelo Secchi”
- Istituto Tecnico Attività Sociali (ITAS) “Città del Tricolore”
- Istituto d'Istruzione Secondaria Superiore (IISS) (Liceo Scientifico, Liceo linguistico, ITI, ITC, IPSS, IPSIA, IPSGT) Scandiano (RE) “Piero Gobetti”
- Istituto Professionale ad Indirizzo Odontotecnico (IPODONT), Ottico (IPOTT), Moda (IPM) e Servizi Sociali (IPSS) “Luigi Galvani”
- Istituto Professionale Alberghiero (IPSAR), Agro-Ambientale (IPAA) e Istituto Tecnico per il Turismo (ITT) “Angelo Motti”
- Istituto Professionale servizi commerciali (IPSC) “Filippo Re”
- Istituto Professionale Statale Industria e Artigianato (IPSIA) “Adelmo Lombardini”
- Istituto Professionale Servizi Sociali (IPSS) “Don Zefirino Iodi”
- Istituto e Centro di formazione Professionale (CFP) “FormArt”
- Istituto e Centro di formazione Professionale per Parrucchieri (CFP) “Enaip-Zeobaldi”

In città si trovano 12 scuole medie (scuole secondarie di primo grado), 42 scuole elementari (scuole primarie) e 61 scuole dell'infanzia (asilo nido e scuola materna).
Al Liceo Classico Ludovico Ariosto si è diplomato l'ex presidente del Consiglio dei ministri della Repubblica Italiana Romano Prodi.

#### Università

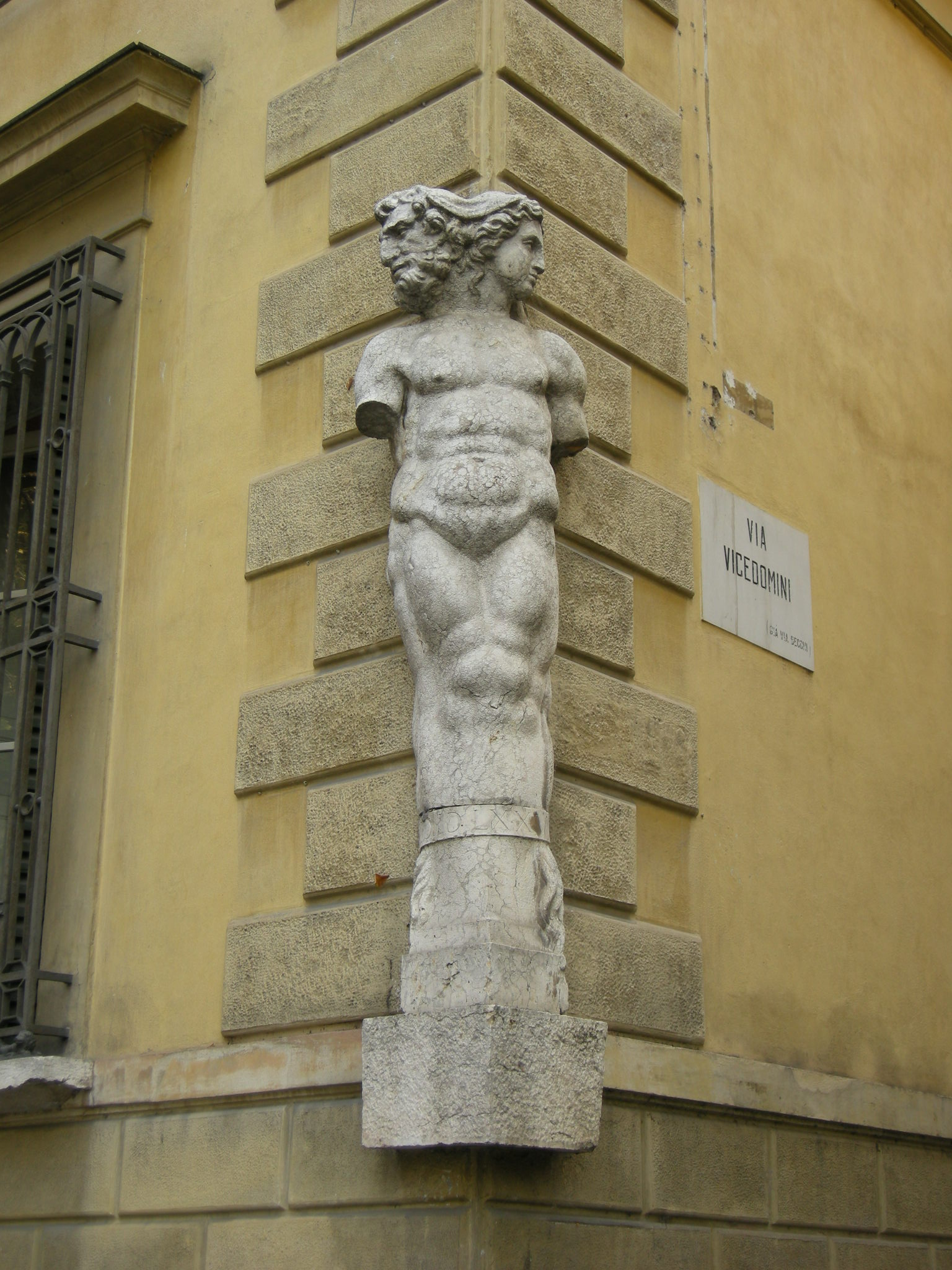
Giano bifronte, Palazzo Magnani

Reggio Emilia ha avuto dal 1752 al 1792 un proprio Studio universitario, del quale recentemente è stato scoperto il sigillo. Poi, per circa due secoli, gli studenti si sono rivolti alle vicine città universitarie: Parma, Modena, Bologna. Alla fine del secolo XX, l'Università è per così dire rinata.
A Reggio Emilia sono presenti sedi e dipartimenti dell'Università degli Studi di Modena e Reggio Emilia (Dipartimenti di Comunicazione ed Economia, Educazione e Scienze Umane, Scienze della Vita, Scienze e metodi dell'Ingegneria) presso la sede cittadina di Palazzo Dossetti, e presso l'area dell'ex ospedale psichiatrico del San Lazzaro, nella periferia orientale della città, oggi convertito a campus universitario. Era inoltre presente una sede distaccata del corso di Scienze della Produzione Animale, dell'Università degli Studi di Bologna, in dismissione, ubicata presso Villa Levi, nella frazione di Coviolo. Nel centro cittadino sorgono residenze universitarie dell'UniMORE.
A Reggio Emilia è attivo inoltre l'Istituto superiore di studi musicali di Reggio Emilia e Castelnovo ne' Monti - Istituzione AFAM "Achille Peri - Claudio Merulo", la cui sede cittadina si trova nel Complesso dei Chiostri di San Domenico, detto "ex Stalloni" e nel quale si rilasciano lauree triennali e biennali di specializzazione.

#### Musei
- Palazzo dei Musei, sede principale dei Musei Civici di Reggio Emilia ed ospita raccolte e collezioni di archeologia, etnografia, storia dell'arte, storia naturale e storia della città. Ha sede nel palazzo, noto anche come di San Francesco, dal 1830.
- Collezione Maramotti
- Galleria Parmeggiani
- Museo dei Cappuccini
- Museo Diocesano
- Museo del Tricolore
- Fondazione Palazzo Magnani (esposizioni temporanee)
- Spazio Gerra
- Museo di storia della psichiatria

### Media

#### Stampa
A Reggio Emilia sono presenti le sedi di due quotidiani (la Gazzetta di Reggio e il Resto del Carlino - Edizione di Reggio) e tre periodici (Reporter, Stampa Reggiana e TuttoReggio). La Gazzetta di Reggio, fondata nel 1861 è, tutt'oggi, il più diffuso quotidiano in città ed in provincia, con una media di 13 994 copie vendute ogni giorno e una media giornaliera di 144.000 lettori. Fra gli anni 1990 e gli anni 2010 erano pubblicati altri quotidiani, fra cui: La Voce di Reggio, Ultime Notizie, Il Giornale di Reggio, L'Informazione e Prima Pagina. Dal dopoguerra, e sino alla seconda metà degli anni 1990, era presente la redazione locale del quotidiano L'Unità, organo del Partito Comunista Italiano.

#### Televisione e Radio
Reggio Emilia è oggi sede di due emittenti televisive locale:
- TeleReggio, storica emittente cittadina dal 1973, facente capo a TRMedia. Lo stesso gruppo controlla oltre a diversi canali TV sul digitale terrestre anche le frequenze di Radio Reggio;
- TeleTricolore.

Le radio locali:
- Radio Reggio;[35]
- Radio Erre 95.

### Eventi
Dal 2006, a maggio e giugno Reggio Emilia accoglie la manifestazione culturale Fotografia Europea. La manifestazione, promossa dal Comune di Reggio Emilia, si caratterizza per una serie di mostre ed eventi. Nelle giornate inaugurali si svolgono incontri, dibattiti e spettacoli sul tema della fotografia.
Dal 2002 la città ospita il Reggio Film Festival, un importante festival cinematografico italiano dedicato ai cortometraggi.
Dal 2005 si svolge annualmente la rassegna concertistica Soli Deo gloria. Organi, Suoni e Voci della Città, promossa dal Comune e dalla Diocesi di Reggio Emilia e diretta da Renato Negri, volta anche alla valorizzazione del patrimonio organario del territorio.
Reggio Emilia è sede del festival di Internazionale Kids, il primo evento di giornalismo dedicato a bambine e bambini, e del festival di Emergency, sui temi della pace e della pratica dei diritti umani.
In città ha luogo ogni tre anni il Concorso Internazionale per Quartetto d'Archi "Premio Paolo Borciani", uno dei concorsi per giovani musicisti più importanti al mondo.
Reggio ha ospitato, ininterrottamente dal 1958 al 2011, la più importante manifestazione scacchistica italiana, il cosiddetto “Torneo di Capodanno”, ideato dal più famoso giocatore della città, il Grande Maestro ad honorem Enrico Paoli.

#### Musica
Dal 2022 a Reggio Emilia è attiva l'RCF Arena, una delle strutture all'aperto destinate a concerti e spettacoli più grandi d'Europa.

### Cinema

#### Film girati a Reggio Emilia
- Moglie per una notte - 1952, Mario Camerini
- La ragazza con la valigia - 1961, Valerio Zurlini
- Una bella grinta - 1964, Giuliano Montaldo
- La ragazzola[40] - 1965, Giuseppe Orlandini
- I sette fratelli Cervi - 1968, Gianni Puccini
- Strategia del ragno - 1970, Bernardo Bertolucci
- La casa delle mele mature - 1971, Pino Tosini
- Marcia Trionfale - 1976, Marco Bellocchio
- Novecento - 1976, Bernardo Bertolucci
- Rock 'n roll - 1978, Vittorio De Sisti
- Il futuro è donna - 1984, Marco Ferreri
- De force avec d'autre - 1993, Simon Reggiani
- Radiofreccia - 1998, Luciano Ligabue
- All'amore assente - 2007, Andrea Adriatico
- I giorni della vendemmia - 2010, Marco Righi
- Made in Italy - 2018, Luciano Ligabue
- Volevo nascondermi - 2020, Giorgio Diritti
- Lamborghini - The Man Behind the Legend - 2022, Bobby Moresco
- Il vento soffia dove vuole - 2023, Marco Righi
- Ferrari - 2023, Michael Mann

## Geografia antropica

### Frazioni
Il territorio comunale di Reggio Emilia al di fuori del perimetro del centro storico è storicamente suddiviso in ville, cioè suddivisioni del territorio rurale con al centro la chiesa parrocchiale. Agli inizi del Novecento, le ville erano 27; successivamente diventarono 30.
Nel corso degli anni alcune di queste storiche frazioni geografiche furono inglobate nell'espansione urbana del secondo dopoguerra, in particolare Ospizio, Santa Croce, San Pellegrino, San Prospero Strinati, e la zona di Cavazzoli posta a sud della ferrovia Milano-Bologna; tutto o parte del loro territorio può essere considerato come un quartiere periferico della città.
Sino agli anni successivi la seconda guerra mondiale le ville di Reggio, equiparate ufficialmente a frazioni geografiche, non ebbero organi di autogoverno. Dalla seconda metà del Novecento in diverse ville si organizzarono le cosiddette consulte popolari, assemblee spontanee di cittadini che trattavano i problemi della comunità dialogando con l'amministrazione comunale. Tuttavia le consulte popolari non avevano un ruolo predefinito e riconosciuto a livello nazionale. Sino al 2014 le ville sono state raggruppate in circoscrizioni comunali, organi del decentramento riconosciuti a livello locale e nazionale con poteri deliberativi e consultivi delegati dal Comune.
Da notare come ognuna delle 27 ville originarie fosse dotata di un'area cimiteriale, oltre che di una o più scuole elementari e di almeno una privativa. Dagli anni 1970 nelle frazioni più piccole e marginali, a causa del progressivo spopolamento dovuto all'abbandono delle campagne, i plessi scolastici furono soppressi e i pochi esercizi commerciali chiusero l'attività. I 27 cimiteri "forensi", invece, sono tuttora funzionanti ad eccezione del cimitero di Ospizio, demolito dopo il secondo conflitto mondiale ed accorpato a quello di San Maurizio. La villa di San Pellegrino non era dotata di un cimitero locale vero e proprio: nel suo territorio risiede il vecchio cimitero Suburbano della città, oggi divenuto Monumentale.
L'elenco completo delle ville comprende le seguenti località:
- Bagno
- Cadè
- Canali
- Castellazzo (stralciata da Marmirolo nel 1935)
- Cavazzoli
- Cella
- Codemondo
- Coviolo
- Corticella (stralciata da Bagno nel 1948)
- Fogliano
- Gaida
- Gavassa
- Gavasseto
- Mancasale
- Marmirolo

- Masone
- Massenzatico
- Ospizio
- Pieve Modolena
- Pratofontana
- Rivalta
- Roncadella
- Roncocesi
- Sabbione
- San Bartolomeo
- San Maurizio
- San Pellegrino
- San Prospero Strinati
- Santa Croce (stralciata da Ospizio e Mancasale nel 1914)
- Sesso

### Circoscrizioni
Alla pari di altre città italiane anche Reggio Emilia, dagli anni settanta, articolò il suo territorio in circoscrizioni. Con l'entrata in vigore delle normative nazionali sul decentramento, dal 1978 al 2009, Reggio si strutturò in otto circoscrizioni, ognuna composta da diversi quartieri e frazioni. Da ultimo, ad aprile 2009, il territorio del comune di Reggio Emilia fu diviso in 4 circoscrizioni. La nuova suddivisione fu adottata dall'amministrazione comunale reggiana all'indomani dell'entrata in vigore della legge finanziaria del 2008 che imponeva una razionalizzazione delle circoscrizioni a livello nazionale con l'obiettivo di ridurre le spese della pubblica amministrazione.
Successivamente, tuttavia, la legge n. 42/2010 ha eliminato le circoscrizioni nei comuni con meno di 250 000 abitanti delle regioni a statuto ordinario. Queste le suddivisioni prima della soppressione:
- Circoscrizione Città Storica: Duomo, Piazza San Prospero, San Nicolò, Giardini Pubblici, Santo Stefano-Gardenia, San Zenone, Porta Castello, Piazza Fontanesi-Strada alta, San Pietro, Porta Santa Croce, Tondo (a sud della ferrovia Reggio-Ciano), Buon Pastore
- Circoscrizione Ovest: Carrozzone, Pieve Modolena, Cella, Cadè, Gaida, Regina Pacis, Orologio, Roncina, Codemondo, San Bartolomeo, Cavazzoli, Roncocesi
- Circoscrizione Nord-Est: Santa Croce, Tribunale, Mancasale, Gavassa, Massenzatico, Pratofontana, Tondo (a nord della ferrovia Reggio-Ciano), San Prospero Strinati, Sesso, Mirabello, Ospizio, Sant'Alberto alla Bazzarola, San Maurizio, Gavasseto, Sabbione, Marmirolo, Roncadella, Masone, Castellazzo, Bagno, Corticella
- Circoscrizione Sud: Migliolungo, Crocetta, Belvedere, Baragalla, Coviolo, Rivalta, San Pellegrino, Rosta Nuova, Pappagnocca, Buco del Signore, Canali, Fogliano

### Altre località e nuclei rurali
Istat include nelle località abitate anche le seguenti località: Botteghino di Sesso, Case Bigi, Caseificio Laguito, Case Manzotti-Scolari (Bagno), Case Pirondi, Case Vecchie (Pieve), Castelbaldo, Castello di Vialato, Ghiarda, Ghiardello, Il Cantone di Marmirolo, Il Capriolo, Il Castello di Cadè, Il Chionso, La Corte, La Giarola, La Valle, Madonna della Caraffa, Mulino Canali, Palazzina (Bagno), Parrocchia di Cella, Piazza di Sabbione, San Felice, San Giorgio, San Rigo, Villa Corbelli, Villa Curta, Zimella.

## Economia
L'economia del territorio comunale si basa essenzialmente sul settore terziario avanzato, finanziario e cooperativo nonché su quello industriale - produttivo sviluppato nei settori della meccanica e della meccatronica.
L'agricoltura e l'allevamento sono fiorenti soprattutto in campo suinicolo (Fiera Nazionale del suino), lattiero-caseario (spicca su tutti la produzione del prelibato formaggio tipico Parmigiano Reggiano, regolata dall'omonimo Consorzio che ha sede in città), enologico (attraverso la produzione del rinomato vino Lambrusco Reggiano) ed ortofrutticolo. A livello industriale, i tipi d'insediamento produttivo si caratterizzano soprattutto in entità di medio-piccola dimensione che spaziano in diversi settori e che vedono nello storico distretto industriale meccanico cittadino il nucleo più numeroso di aziende. Particolarmente sviluppati sono quindi i settori meccanico, meccatronico, ceramico (Casalgrande e Castellarano), elettronico, alimentare, del design e della moda, tessile.
In città e provincia hanno sede grandi gruppi industriali, tra i quali: Max Mara Fashion Group, Interpump Group, Sigma Realco, Brevini Group, Padana Tubi, Gruppo Ferrarini, Landi Renzo, RCF, Veroni, Smeg, Argo Tractors, Lombardini Group, Walvoil, Interacciai, Conad Centro Nord, Cantine Riunite, Granitifiandre e Iren. Credito Emiliano è un istituto di credito che ha sede legale in Reggio Emilia. La società Officine Meccaniche Reggiane, che ha trasferito da tempo la sede legale da Reggio Emilia, ha fatto parte del passato industriale della città. L'economia reggiana è da sempre fortemente votata all'export, il cui valore complessivo nel 2016 è risultato pari a 9,5 miliardi di €, ponendo la città e la sua provincia al 2,3% del valore complessivo delle esportazioni italiane. Caratteristica saliente del tessuto economico cittadino e provinciale, soprattutto nell'ambito terziario è la diffusione di imprese organizzate in ambito cooperativo estese a diversi settori economici, diverse di dimensione nazionale quali Coopservice, Coop Alleanza 3.0, CIRFOOD e CCPL. La disoccupazione è ridotta (tasso di disoccupazione attorno al 3,5%) e favorisce l'immigrazione interna ed estera da molte realtà territoriali, a Reggio Emilia il numero di imprese straniere, in cui la partecipazione di persone non nate in Italia risulta complessivamente superiore al 50%, risulta molto superiore al dato medio nazionale. Il reddito pro capite a disposizione dei cittadini reggiani, seppur in netta contrazione rispetto ai valori massimi raggiunti nell'anno 2008 di 33 518€/pro capite, rimane comunque abbastanza elevato e ben superiore al dato medio nazionale, l'Istituto Tagliacarne di Roma infatti rileva, per l'anno 2013, un reddito pro capite di 27357 €, che colloca Reggio Emilia su un valore pari a circa il 117% del dato medio nazionale.

## Infrastrutture e trasporti

### Strade

#### Autostrade
La principale arteria di collegamento stradale e di accesso alla città è costituita dall'Autostrada A1 a cui Reggio Emilia risulta collegata con un proprio casello autostradale fin dal 1959, anno di apertura della tratta emiliana fino a Bologna. Il casello era originariamente posizionato nei pressi della località Mancasale, corrispondente all’attuale via Nicholas Green, e si innestava su via Gramsci (SP3), uno dei principali assi città-pianura, con un incrocio a raso.
Sul finire degli anni '80, in occasione dell’apertura della Tangenziale di Reggio Emilia, venne completamente riconfigurato l’accesso al casello, non più con immissione su via Gramsci, ma su una grande rotatoria, collegata direttamente con il nuovo asse stradale a due corsie di viale Rodolfo Morandi, costruito ad ovest della suddetta via per sgravarla dal traffico proveniente dall’autostrada e collegarsi direttamente all’uscita 4 della tangenziale. Tale configurazione era destinata a cambiare con l’inizio del nuovo millennio.
Nei primi anni 2000 infatti, in occasione della costruzione della linea AV Milano-Bologna (incompatibile con la configurazione dello svincolo autostradale preesistente) e dei tre ponti di Calatrava, si decise di spostare il casello più a ovest, nei pressi dell’uscita 5 della Tangenziale, direttamente collegato al nuovo sistema viario in totale sostituzione di via Gramsci e della SP3, composto dai ponti di Calatrava e un nuovo tratto in variante (classificato proprio come SP3) che attualmente prosegue fino a Novellara. Il nuovo casello venne aperto nel 2006, un anno prima dell’apertura dei ponti, conseguentemente il vecchio casello venne dismesso dopo 47 anni di attività.
La città è facilmente raggiungibile anche dal vicino casello di Terre di Canossa-Campegine posto alcuni chilometri a ovest di Reggio Emilia e aperto nel 2007, che serve i comuni della Val d’Enza.

#### Viabilità ordinaria
Il centro cittadino è attraversato da nordovest a sudest dalla strada statale 9 Via Emilia, di origine romana, la quale collega Reggio Emilia con le vicine città di Parma e Modena. La strada statale 63 del Valico del Cerreto che scorre in direzione nord-sud consente verso nord il collegamento della città con i centri della Bassa pianura reggiana, del Casalasco e del Mantovano, raggiungendo prima Cadelbosco di Sopra e terminando a Gualtieri e in direzione sud invece di raggiungere prima Castelnuovo ne' Monti e poi di attraversare l'Appennino reggiano per entrare in Garfagnana, terminando ad Aulla. A nordest della tangenziale cittadina si dirama la SS468 che unisce Reggio Emilia a Correggio e poi, nel Modenese, a Carpi. A sudest la ex SS467 permette il collegamento con il polo ceramico delle città di Scandiano, Casalgrande e con la vicina Sassuolo. A sudovest della città dipartono alcune arterie stradali della viabilità provinciale che permettono di raggiungere i centri di Montecchio Emilia (SP28), della Val d'Enza (SP23) e dell'Appennino (SP7 e SP25). Reggio Emilia è inoltre attraversata dalla SS 722, che funge da tangenziale.

### Ferrovie
A Reggio Emilia sorge, nell'area a nord della città, la Stazione di Reggio Emilia AV Mediopadana, che permette il collegamento con le principali località attraverso la rete dell'Alta Velocità ferroviaria. La città è inoltre attraversata dalla storica linea ferroviaria Milano-Bologna ed è inoltre capotronco per tre linee ferroviarie locali, gestite dall'ACT fino al 2008 ed ora passate in gestione alla società FER. Presso lo scalo ferroviario cittadino sono operati i collegamenti con le stazioni di Bologna Centrale e Milano Centrale, effettuati con treni regionali e regionali veloci (ex Interregionali) e Intercity, con collegamenti diretti con Napoli, Roma, la Calabria e la dorsale Adriatica tramite servizio Frecciabianca.
Presso il capoluogo reggiano giungeva in passato anche un'ulteriore linea ferroviaria, da tempo dismessa, la Ferrovia Reggio Emilia-Boretto.

#### Stazioni ferroviarie
Nel territorio comunale vi sono 11 impianti ferroviari, tra stazioni e fermate, aperti al servizio viaggiatori:

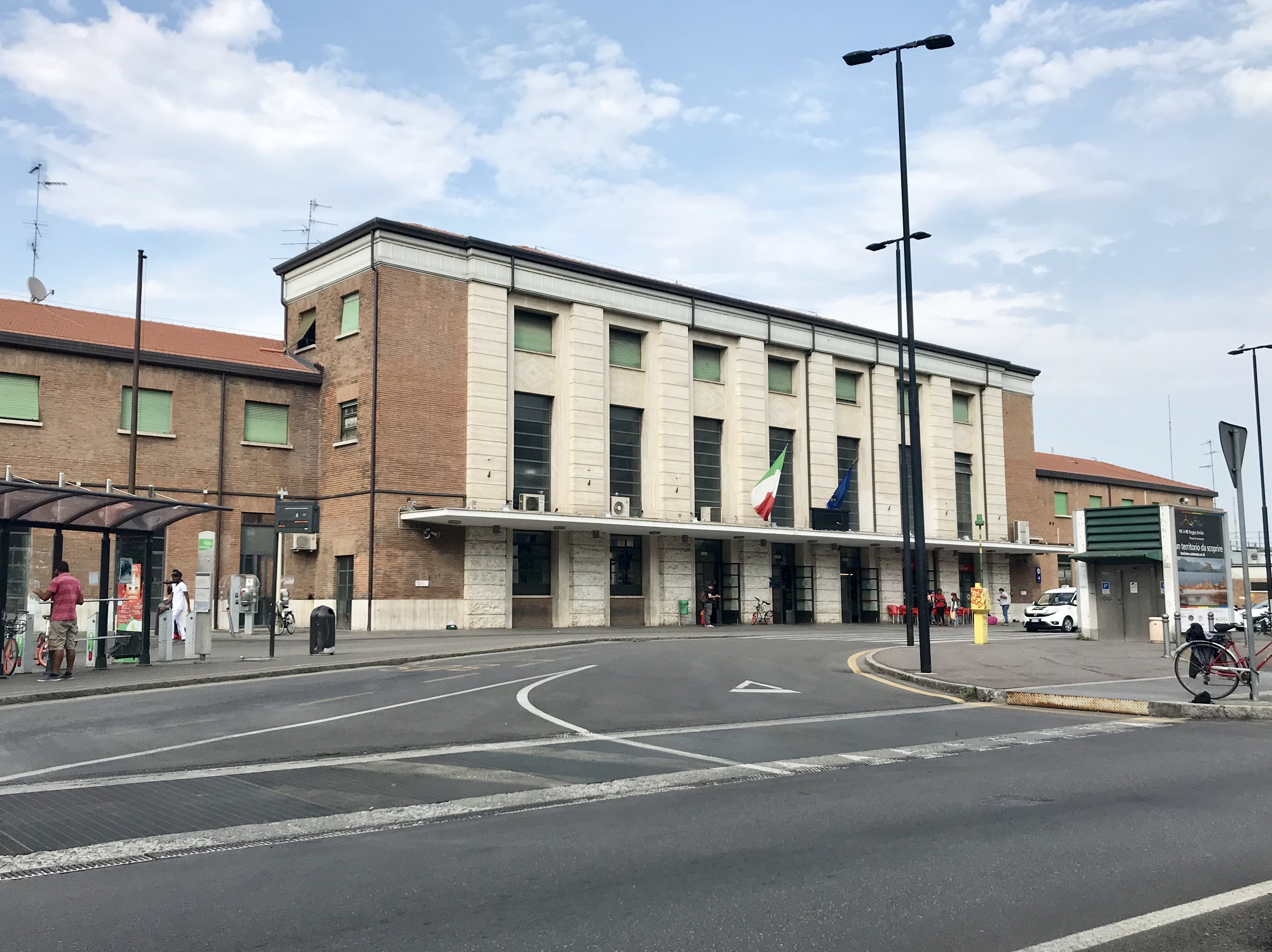
Stazione centrale di Reggio Emilia

- la stazione di Reggio Emilia, è la storica stazione centrale della città ed è situata lungo la ferrovia convenzionale Milano-Bologna. Costituisce anche il capolinea delle linee delle ferrovie reggiane che collegano Reggio Emilia con Guastalla, Sassuolo e Ciano d'Enza. Si tratta della principale stazione ferroviaria della città, essendo a servizio del traffico di passeggeri sia per il centro cittadino che per l'area suburbana e limitrofe.

- la stazione di Reggio Emilia AV Mediopadana, di recente costruzione ed unica fermata in linea della ferrovia ad Alta Velocità Milano-Bologna. Il progetto è stato firmato dall'architetto spagnolo Santiago Calatrava e rappresenta il fulcro di un ampio progetto di riqualificazione dell'intera area nord della città e di cui fanno parte anche i tre ponti stradali collocati lungo l'asse di scorrimento Reggio Emilia – Bagnolo ed inaugurati il 20 ottobre 2007. Nella stazione operano quotidianamente collegamenti con tutte le stazioni AV nazionali, effettuati sia dall'operatore di trasporto Trenitalia con i propri treni Frecciarossa, che da NTV con treni Italo.

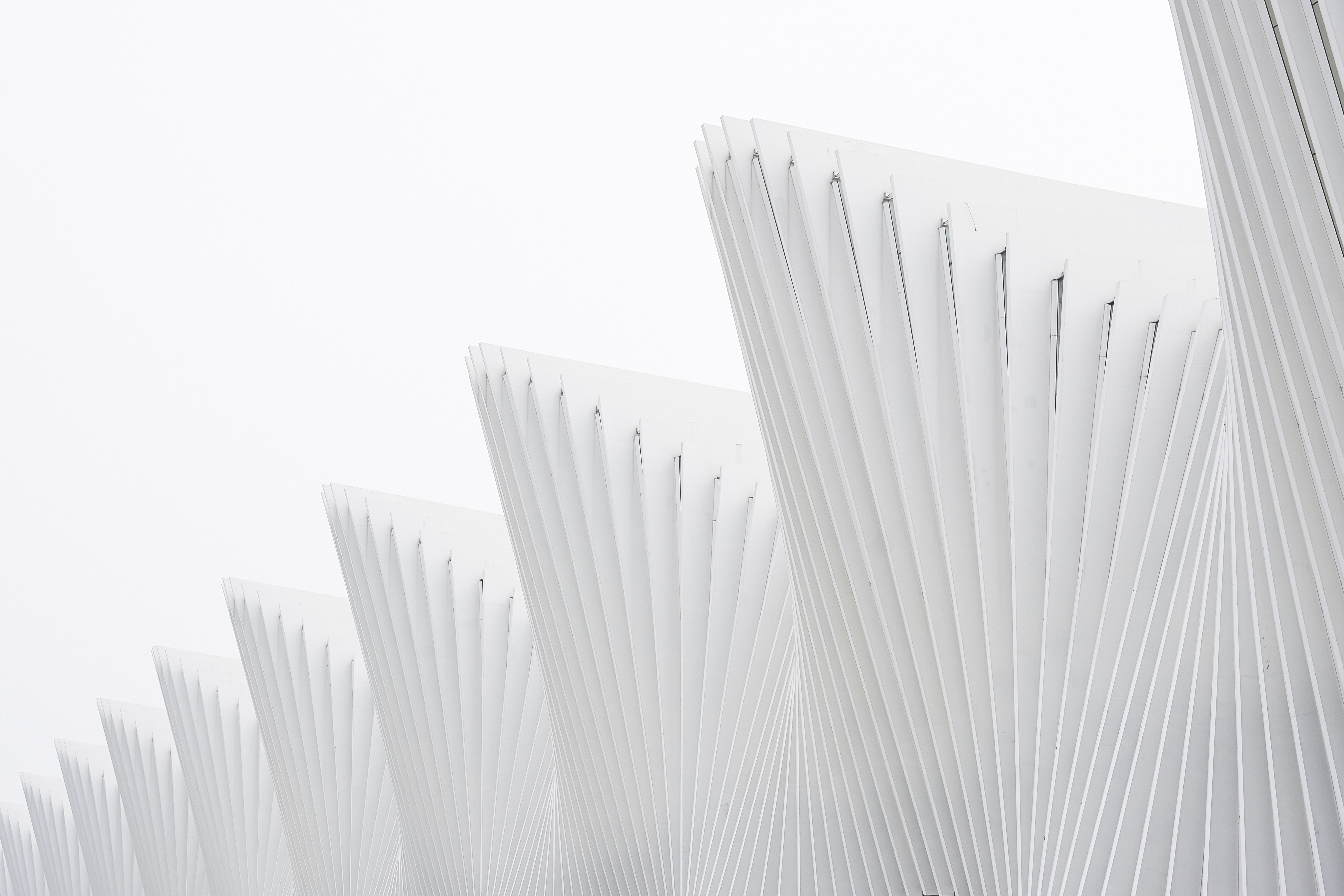
Particolare della stazione Mediopadana

- la stazione di Reggio Mediopadana aperta il 15 dicembre 2013, è situata sulla linea Reggio Emilia-Guastalla e collega la stazione ad alta velocità con la stazione storica nonché con la rete ferroviaria locale a servizio della città. È prevista una configurazione del servizio, nel tratto urbano tra le due stazioni, di tipo metropolitano di superficie ad elevata frequenza.
- la stazione di Reggio Santa Croce, situata lungo la linea Reggio-Guastalla, sorge nell'omonimo quartiere nella parte nord della città, e rappresenta la terza fermata del servizio metropolitano di superficie.

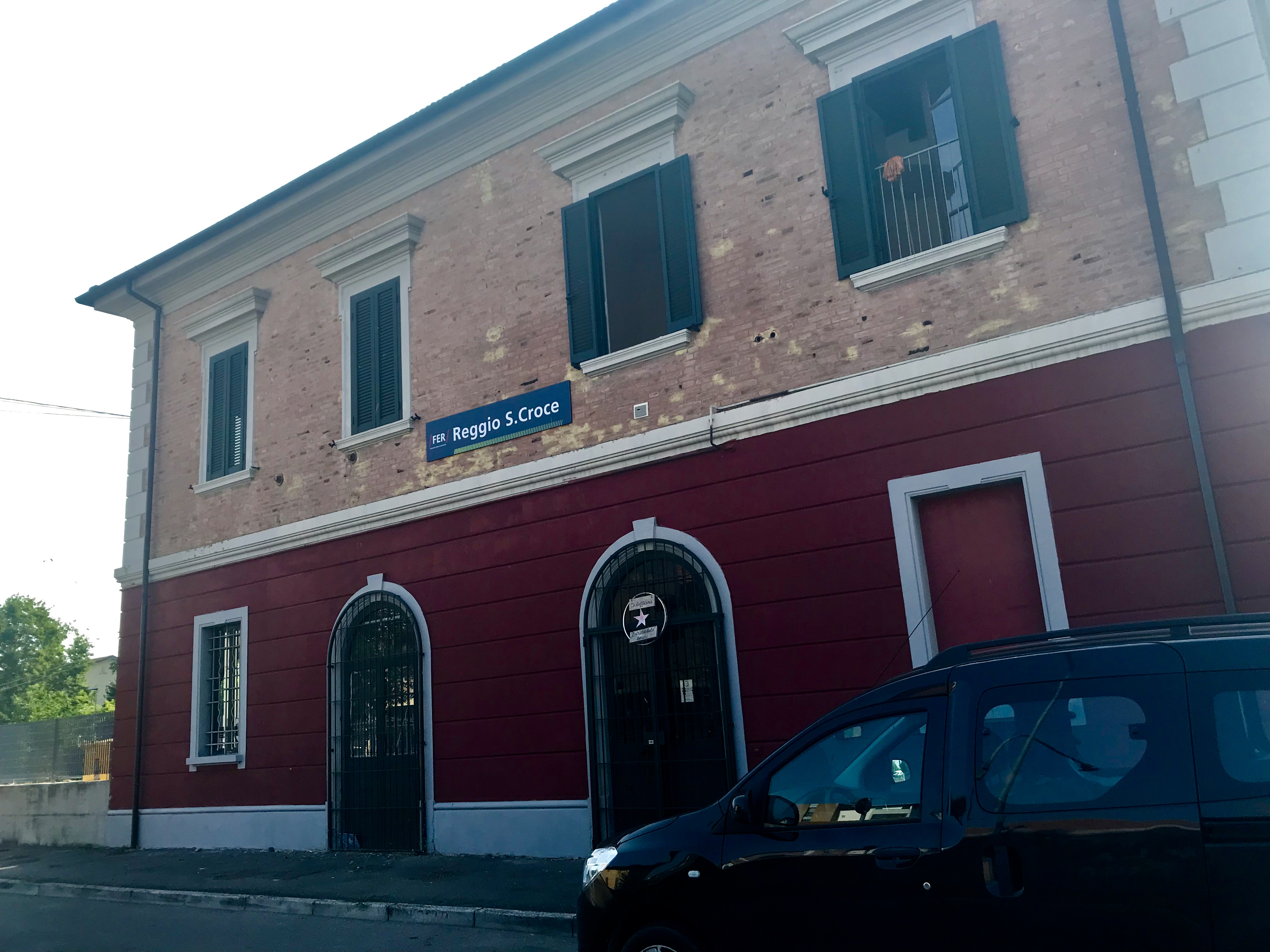
Stazione di Reggio Santa Croce

- la stazione di Reggio Stadio, è una fermata situata lungo la linea per Guastalla e dista alcune centinaia di metri a sud della ex stazione di Mancasale, non più operativa. Anche questa fermata opera sul tracciato metropolitano di superficie.
- la stazione di Pratofontana è una fermata che sorge anch'essa sulla linea per Guastalla, ai margini settentrionali del territorio urbano. Dal 2007 sostituisce la vecchia fermata di Pratofontana, posta alcune centinaia di metri più a sud.
- la stazione di Reggio Via Fanti, posta lungo la ferrovia Reggio-Ciano, sorge a fianco del complesso urbanistico dell'ex Gasometro e, oltre al centro storico, serve principalmente il polo scolastico superiore di via Makallè e quello giudiziario del tribunale.
- la stazione di Reggio Santo Stefano, situata lungo la linea Reggio-Ciano, sorge nel quartiere Gardenia, ai margini nord-occidentali del centro storico cittadino ed è usata principalmente dai pendolari tra Reggio Emilia e la val d'Enza.

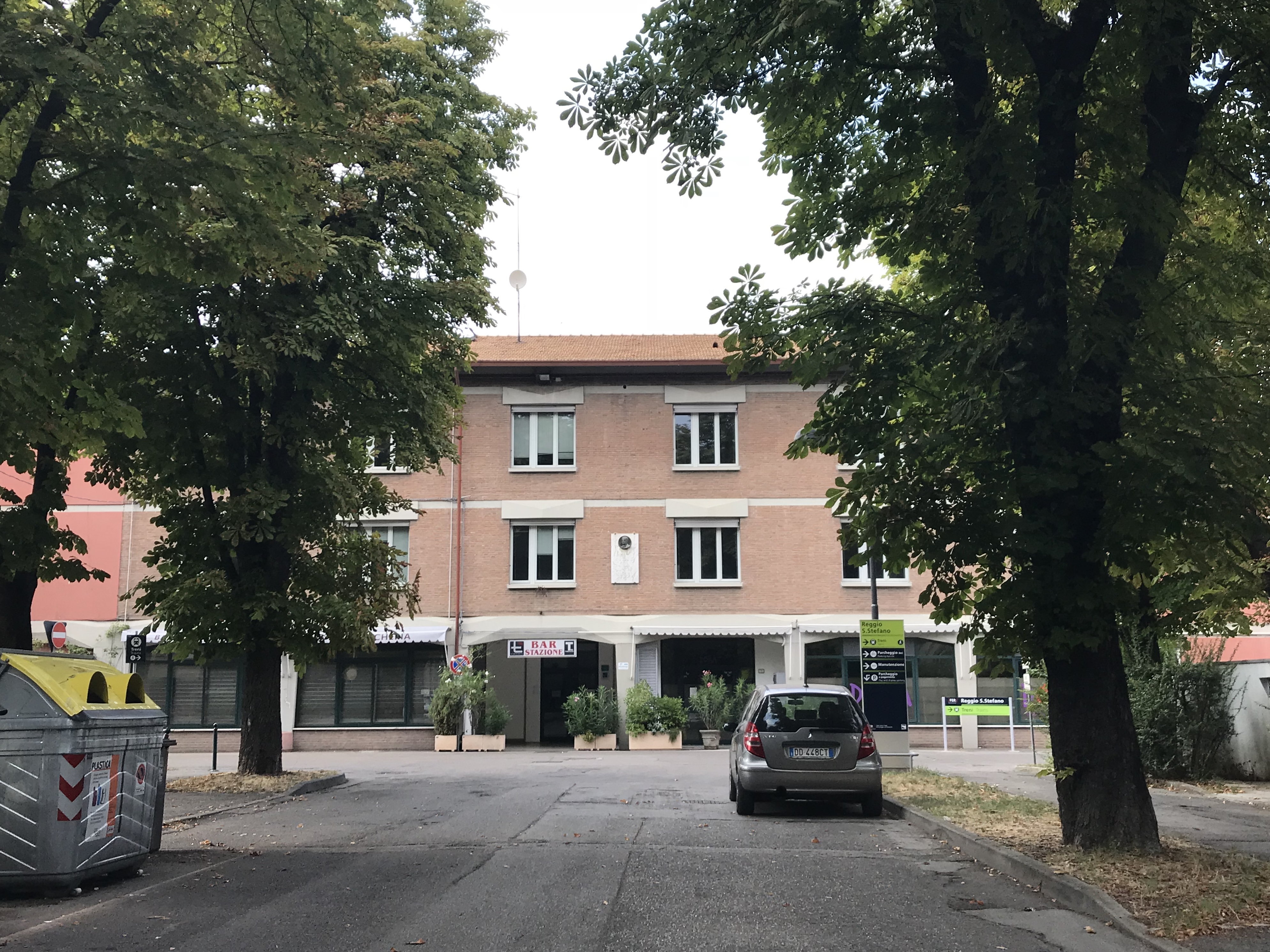
Stazione di Reggio Santo Stefano da viale Trento Trieste

- la stazione di Reggio all'Angelo è una fermata posta sulla linea ferroviaria per Ciano d'Enza in corrispondenza della via Emilia.
- la stazione di Reggio San Lazzaro è il capolinea della linea Reggio-Guastalla. Serve il polo universitario del San Lazzaro, che sorge a est della città.
- la stazione di Reggio Ospizio è una fermata posta sulla ferrovia Sassuolo-Reggio Emilia, nei pressi della via Emilia all'Ospizio.

Risultano inoltre soppresse 9 stazioni e fermate:
- la stazione di Villa Cadè, sulla ferrovia Milano-Bologna, nella frazione di Cadè.
- la stazione di Codemondo, una fermata situata lungo la ferrovia Reggio Emilia-Ciano d'Enza a servizio della frazione di Codemondo, in via Antica, a poche centinaia di metri dal confine comunale con Cavriago.
- la stazione di Due Maestà, situata sulla ferrovia Sassuolo-Reggio Emilia, in località Due Maestà fra Buco del Signore e Fogliano.
- la stazione di Fogliano, posta lungo la ferrovia Sassuolo-Reggio Emilia nella frazione di Fogliano.
- la stazione di Mancasale, situata sulla ferrovia Reggio Emilia-Guastalla nella frazione di Mancasale.
- la stazione di Sesso, sulla ex ferrovia Reggio Emilia-Boretto, nella frazione di Sesso.
- la stazione di Reggio Viale Piave, sulla ferrovia Reggio Emilia-Ciano d'Enza, in viale Piave, presso Porta Santa Croce.
- la stazione di C.C.1, sulla ferrovia Reggio Emilia-Ciano d'Enza, in via Guidoriccio Fogliani, in località Due Canali.
- la stazione di Modolena, sulla ferrovia Reggio Emilia-Ciano d'Enza, in via Fratelli Bandiera, a servizio della località di Pieve Modolena.

Nel quartiere Santa Croce ha inoltre sede il deposito locomotive di Reggio Emilia, di proprietà della regione Emilia-Romagna.

### Aeroporti

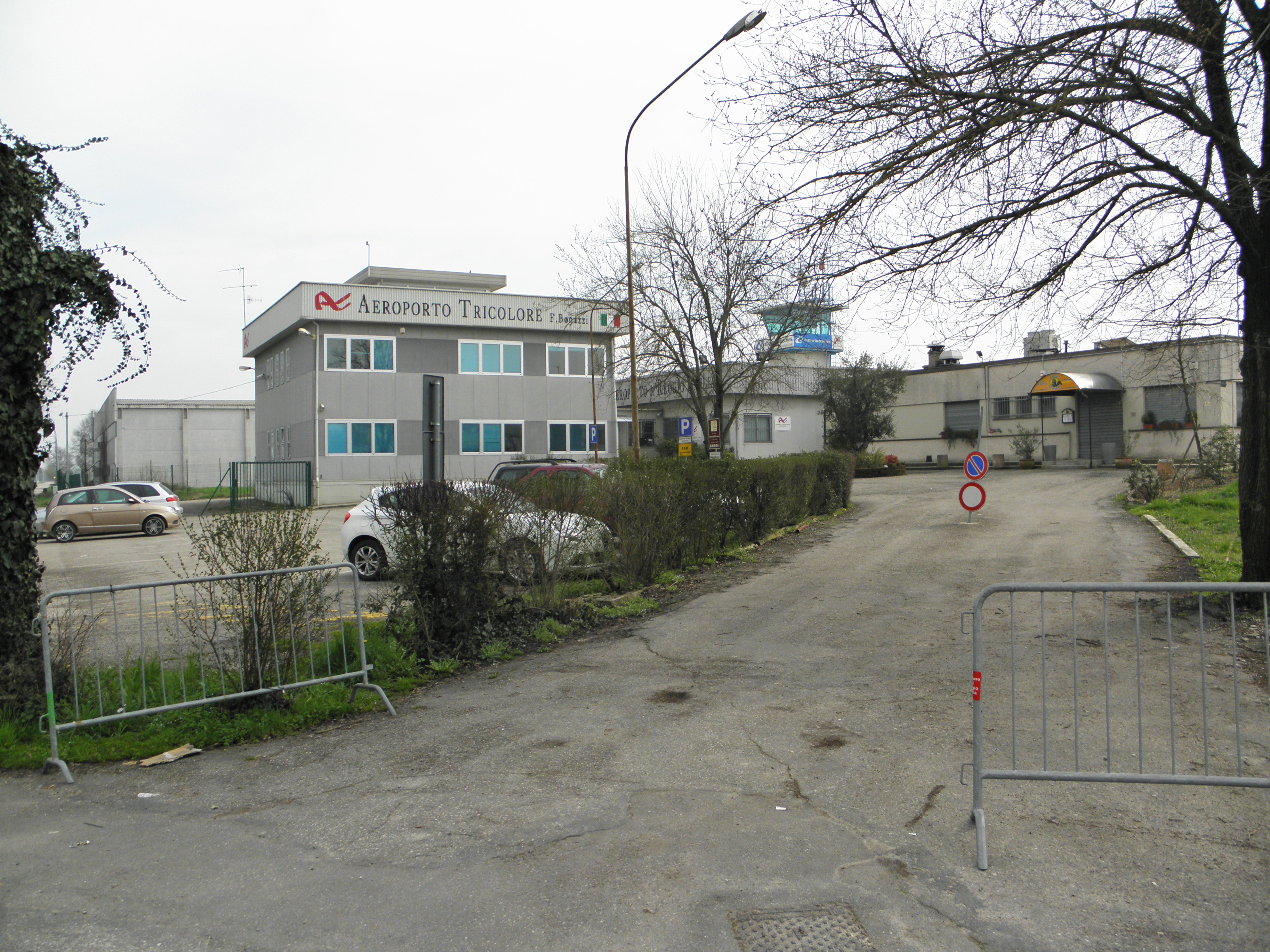
Le strutture dell'aeroporto “Ferdinando Bonazzi”.

Nel territorio comunale, a circa 2 km ad est del centro cittadino sorge lo storico aeroporto della città, il “Ferdinando Bonazzi”. L'aeroporto (localmente noto anche come Campovolo) presenta pista in asfalto con orientamento 11-29 e dimensioni di 1200 x 30 m, è indicato da ENAC come CAT II antincendio ed è autorizzato per voli VFR di aviazione generale. Dal maggio del 1997 è aperto al traffico civile di tipo commerciale. Il Piano Regionale Integrato dei Trasporti (P.R.I.T.) dell'Emilia-Romagna ha acquisito l'aeroporto di Reggio Emilia nella rete aeroportuale regionale.
Nel territorio comunale sono, inoltre, presenti tre aviosuperfici per velivoli ultraleggeri:
- Aviosuperficie CdV Top Gun, a Codemondo;
- Aviosuperficie CdV Castellazzo, a Castellazzo;
- Aviosuperficie privata CdV Rivaltella, a Rivalta.

### Mobilità urbana
Il trasporto pubblico urbano è organizzato su 17 linee di autobus ed è operato da SETA, società nata nel 2012 dall'unificazione della storica azienda reggiana di trasporto ACT con le analoghe delle città di Modena e Piacenza. SETA gestisce ed effettua anche il servizio di trasporto extraurbano in tutta la provincia con collegamenti da e per Reggio Emilia anche a centri urbani delle province di Modena, Parma e Mantova.
Tra le linee urbane 4 sono gestite da TIL ed effettuano, tramite servizio urbano di minibus, il collegamento tra il centro della città ed il nosocomio Arcispedale Santa Maria Nuova, lo stadio, la stazione AV Mediopadana e i parcheggi scambiatori cittadini.

## Amministrazione
Il governo estense della città cessa il 12 giugno 1859 e dopo una breve reggenza di quattro membri e una commissione comunale avente come podestà Pietro Manodori, si giunge alle prime elezioni comunali nella data del 25 settembre 1859.

## Rapporti internazionali
L'amicizia che lega la comunità reggiana e la popolazione africana è di lunga durata, dettata dalla solidarietà e la cooperazione che la città di Reggio Emilia ha sempre avuto verso l'Africa. Il rapporto tra Reggio Emilia e l'Africa nasce negli anni sessanta, prima come solidarietà sanitaria e in seguito come rapporto di cooperazione decentrata che coinvolge gli enti locali e la società civile del territorio in una serie di azioni rivolte ai paesi africani. Negli anni settanta Reggio ha avuto un ruolo di primo piano a livello internazionale nella promozione dei movimenti di lotta al colonialismo e alla segregazione razziale.
Il 2 luglio 1975 l'allora sindaco Renzo Bonazzi firma il patto di amicizia e cooperazione culturale con la città di Pemba in Mozambico. Il leader mozambicano Samora Machel verrà ospitato diverse volte nella città. Il 26 giugno 1977 la città di Reggio Emilia siglò un “patto di solidarietà” con il movimento anti-apartheid dell'African National Congress, il movimento di liberazione per la creazione di un Sudafrica unito e democratico fondato da Nelson Mandela, Oliver Tambo e Walter Sisulu. Nel 1978, in occasione dell'anno internazionale contro l'Apartheid indetto dall'ONU, a Reggio Emilia ebbe sede la “Conferenza Nazionale di solidarietà per l'indipendenza e la sovranità dei popoli dell'Africa Australe contro il colonialismo, il razzismo e l'apartheid”. Al Teatro Municipale Valli intervennero: Oliver Tambo, presidente dell'Anc, Sam Nujoma, presidente della SWAPO della Namibia e Iosian Chinamano, per il Patriotic Front dello Zimbabwe.
A partire dal 1978 il Comune di Reggio Emilia pubblicò l'edizione in lingua italiana dell'organo ufficiale dell'African National Congress, il periodico Sechaba. Sempre la tipografia comunale pubblicò il primo libro di Nelson Mandela tradotto in lingua italiana La lotta è la mia vita nel 1982. Queste pubblicazioni sono ora conservate nelle sezioni storiche delle biblioteche di tutto il mondo. Nel 1985, in occasione della II Conferenza internazionale dell'Anc svoltasi in Zambia, la città di Reggio Emilia venne dichiarata “forza costituita contro il regime dell'Apartheid”. In quel periodo Oliver Tambo intrattenne una fitta corrispondenza con il sindaco di Reggio Emilia Ugo Benassi e con l'assessore Giuseppe Soncini. Nel 1987 Reggio Emilia conferì la cittadinanza onoraria ad Albertina Sisulu, una delle rappresentanti dell'Anc e moglie di Walter, compagno di ergastolo di Nelson Mandela.
Due strade di Reggio Emilia sono dedicate alla lotta contro l'apartheid: via Alberto Luthuli e via Martiri di Soweto. La città di Reggio Emilia negli ultimi decenni ha accolto grandi leader e personalità del mondo africano: Sam Nujoma, presidente della Namibia, Marcelino Dos Santos, Joaquim Chissano, Albertina Sisulu, Steven Gawe, Miriam Makeba. Il 10 maggio 1994 la città di Reggio Emilia è stata invitata alla cerimonia di insediamento di Nelson Mandela alla presidenza del Sudafrica. La formalizzazione del patto di gemellaggio tra Reggio Emilia e Polokwane del 2004 giunge poi a coronamento di una trentennale amicizia tra le due città.
Il ruolo di cooperazione internazionale di Reggio Emilia è riconosciuto ai più alti livelli, in particolare il sito del Ministero degli Affari Esteri italiano documenta con queste parole il ruolo della nostra città nell'affermazione della cooperazione decentrata: “Alcune autonomie locali italiane, hanno iniziato attività di cooperazione internazionale già negli anni Sessanta del secolo scorso. Per lo più si trattava di piccoli interventi di solidarietà, sostenendo l'opera di associazioni terzomondiste o di missionari del proprio territorio, ma il primo esempio di cooperazione più strutturata fu forse quello che in quegli anni avviò il Comune di Reggio Emilia nel Nord del Mozambico, per lo sviluppo e la governabilità territoriale delle cosiddette “zone liberate” dal Frelimo (Fronte di Liberazione del Mozambico)”.

### Gemellaggi e rapporti istituzionali d'amicizia
La città di Reggio Emilia è gemellata ufficialmente con:
- Bydgoszcz, dal 1962
- Digione, dal 1963 (rinnovato l'8 novembre 2003)
- Schwerin, dal 1966
- Zara, dal 1972
- Gerona, dal 1982
- Fort Worth, dal 1985
- Chișinău, dal 1989
- Kragujevac, dal 2004
- Polokwane, dal 2004
- Pemba, dal 2012[50]
- Beit Jala, dal 2019[51]
- Centar, dal 2021[52]

Reggio Emilia ha inoltre rapporti di amicizia con:
- African National Congress (patto di solidarietà 1977)
- Rio Branco
- Rizhao
- Smara
- Ekurhuleni
- Nablus

Inoltre, Reggio Emilia è membro di Eurotowns, rete di città europee di piccole e medie dimensioni.

## Sport

### Calcio

La squadra di calcio della Reggiana nella stagione 1992-1993, che ottenne per la prima volta la promozione in Serie A.

La Reggiana, fondata nel 1919 da Severino Taddei, è la principale squadra di calcio della città. Sino al 2018 ha militato in Serie C ma con il secondo fallimento societario della sua storia, avvenuto nel medesimo anno, è stata iscritta dalla nuova proprietà al campionato di Serie D con il nome di Reggio Audace FC.
Nella propria lunga storia ha preso parte a 7 campionati di prima divisione, di cui tre di Serie A e a 38 campionati di seconda divisione, di cui 34 di Serie B. Dalla sua fondazione fino al campionato 1994-95 ha giocato presso lo stadio Mirabello. L'attività sportiva si è poi trasferita dalla sua inaugurazione avvenuta nel 1995, allo stadio Mapei Stadium - Città del Tricolore (ex Stadio Giglio) che, con una capienza di 23.380 spettatori, è il secondo impianto della regione.
Alla fine della Serie C 2019-2020 con la vittoria dei Play-off viene promossa in Serie B dopo un'assenza di ventun'anni.

#### Calcio a 5
La Reggiana Calcio a 5 A.S.D. è stata la squadra principale di calcio a 5 della città. La squadra, fondata nel 2005 dalla fusione tra la Giemme Reggio Emilia ed il Reggio Emilia Calcio a 5, si è sciolta alla fine del 2014. Dal 2017 la cittadina Fratelli Bari si fonde con la bolognese Bologna Futsal nella Kaos Reggio Emilia Calcio a 5 che disputa il torneo di Serie A presso il palazzetto dello sport “Giulio Bigi”.
Il sodalizio dura tuttavia solo una stagione. Nell'estate seguente Bari e Calzolari intraprendono percorsi differenti, portando alla scomparsa della società e allo svincolo dei giocatori della prima squadra. 
Bari si unisce alla dirigenza dell'Olimpia Regium per dare vita all'OR Reggio Emilia Calcio a 5.

#### Calcio femminile
L'A.C. Reggiana Femminile, all'inizio degli anni novanta si è aggiudicata 3 scudetti e 2 Coppe Italia. L'ultimo trofeo nazionale conquistato è stata la Coppa Italia 2009-10. Dopo l'acquisto della squadra da parte del Sassuolo nella stagione 2016-17 la società ha modificato il proprio nome in Associazione Sportiva Dilettantistica Sassuolo Calcio Femminile, trasferendo la propria sede e disputando le proprie gare a Sassuolo.

### Hockey su prato
L'Associazione sportiva dilettantistica Città del Tricolore è la società di hockey su prato della città fondata nel 1958. Attualmente, la prima squadra maschile disputa il campionato nazionale di serie A Élite, mentre le formazioni femminili Under-14, Under-17 e Under-18 si sono aggiudicate il titolo di campione d'Italia di categoria rispettivamente nel 2014-15, 2016-17 e 2018-19.

### Pallacanestro
La Pallacanestro Reggiana, è la principale squadra di basket della città. Fondata nel 1974, attualmente milita in Serie A e disputa i suoi incontri presso il PalaBigi. La Reggiana, nel suo palmarès, può vantare 2 trofei di Legadue (quello del 2003-04 e 2011-12), un EuroChallenge conquistato nell'edizione 2013-14 e una Supercoppa Italiana conquistata nel 2015. Inoltre si possono contare lo scudetto Under 20 conquistato nell'edizione 2002-03 e quello Under 21 conquistato nell'edizione 2005-06.

### Ciclismo
In sette edizioni del Giro d'Italia Reggio Emilia è stata sede di arrivo di tappa, la prima volta nel 1927, l'ultima nel 2022:
- 1927 2ª tappa Torino-Reggio Emilia, vinta da Alfredo Binda;
- 1947 3ª tappa Genova-Reggio Emilia, vinta da Luciano Maggini;
- 1966 12ª tappa Cesenatico-Reggio Emilia, vinta da Dino Zandegù;
- 1983 12ª tappa Pietrasanta-Reggio Emilia, vinta da Alf Segersäll;
- 2001 8ª tappa Montecatini Terme-Reggio Emilia, vinta da Pietro Caucchioli;
- 2017 12ª tappa Forlì-Reggio Emilia, vinta da Fernando Gaviria.
- 2022 11ª tappa Santarcangelo di Romagna-Reggio Emilia, vinta da Alberto Dainese.

### Rugby
Il Valorugby Emilia è la squadra di rugby a 15 della città; essa trova le sue fondamenta nella precedente società sportiva Rugby Reggio ASD, con origini già nel 1945. Attualmente, il club milita in Serie A Élite, la prima divisione del campionato italiano di rugby maschile, e disputa le proprie gare interne allo stadio Mirabello. Il Valorugby Emilia, nel suo palmarès, può vantare un campionato italiano di serie A, la seconda divisione nazionale, conquistato nell'edizione 2015-16 e una Coppa Italia conquistata nel 2018-19.

### Pallavolo

#### Pallavolo maschile
La Volley Tricolore è la principale squadra di pallavolo maschile della città. Fondata nel 2012, attualmente milita nel campionato italiano di pallavolo maschile di Serie A2 e disputa le proprie partite casalinghe presso il PalaBigi.

#### Pallavolo femminile
La città ha avuto due società professionistiche di pallavolo femminile: la Pallavolo Reggio Emilia e l'Arbor Reggio Emilia Pallavolo; entrambe militavano in Serie A, la massima divisione del campionato italiano femminile di pallavolo.
La Pallavolo Reggio Emilia vinse quattro scudetti nazionali a metà degli anni sessanta militando in massima serie fino alla stagione 2000-01, mentre la Arbor Reggio Emilia Pallavolo vinse uno scudetto nella stagione 1977-78, militando in massima serie fino alla stagione 1987-88. Attualmente, la Arbor Reggio Emilia Pallavolo milita in Serie C interregionale, mentre la Pallavolo Reggio Emilia si è sciolta nel 2012.

### Football americano
Gli Hogs Reggio Emilia sono la squadra di football americano della città. Fondati nel 1984, attualmente militano in Seconda Divisione LeNAF e disputano le gare casalinghe presso lo stadio Andrea Torelli di Scandiano.
Nel 2008, anno della scissione federale, vinsero il Superbowl italiano NFLI che, successivamente, non venne riconosciuto come titolo nazionale ufficiale in seguito al riconoscimento della FIDAF da parte del CONI come unica federazione. Vincitori di quattro Silverbowl, titoli di seconda divisione, nel 2009 si aggiudicarono la competizione internazionale europea EFAF Challenge Cup.

### Baseball
La Reggio Baseball è la squadra di baseball della città. Fondata nel 1972, ha vinto per quattro volte della Coppa Italia e per due volte il campionato di Serie A Federale, la seconda divisione. La Società vanta inoltre quattro promozioni in Italian Baseball League, la massima divisione del campionato italiano di baseball. Attualmente, partecipa al campionato italiano di Serie B e disputa le partite casalinghe presso lo stadio Giorgio Caselli, che ha ospitato alcune partite del Campionato mondiale di baseball 2009.

### Nuoto
L'Associazione Sportiva Reggiana Nuoto 1947 è l'associazione di nuoto della città, fondata da Ober Ferrari nel 1947 e poi rifondata nel 1995.

#### Pallanuoto
La squadra di pallanuoto locale è la Reggiana Nuoto che disputa il campionato italiano maschile di pallanuoto in Serie B, la terza divisione nazionale.

#### Lacrosse
Gli Emilia 35ers, facenti parte della ASD Città del Tricolore, nascono nel Settembre del 2024. La disciplina verrà rappresentata ai giochi Olimpici di Los Angeles 2028